# Горас Волпол
Горацій Волпол (англ. Horatio Walpole), 4-й граф Орфордський більш відомий як Горас Волпол (англ. Horace Walpole; 24 вересня 1717— 2 березня 1797) — англійський письменник, історик мистецтва, літератор, колекціонер і політик-віг. Він був сином першого британського прем'єр-міністра Роберта Волпола, та вважається одним із популяризаторів неоготики, а також основоположником жанру готичного роману.

## Життєпис

### Ранні роки
Горас Волпол народився 24 вересня 1717 року в Лондоні, у родині британського політика та аристократа і майбутнього першого британського прем'єр-міністра Роберта Волпола, графа Орфордського, та його дружини Кетрін Волпол (дошлюбне прізвище — Шортер). Незважаючи на те, що родина не була знатного роду, в її володінні був маєток. Мати Гораса походила з родини торговців і була онукою лорда-мера Лондона та дочкою купця, що займався балтийською торгівлею. Горас був наймолодшою та останньою дитиною в сім'ї Волполів. В нього було два старших брати — Роберт та Едвард, а також сестри Мері та Кетрін.

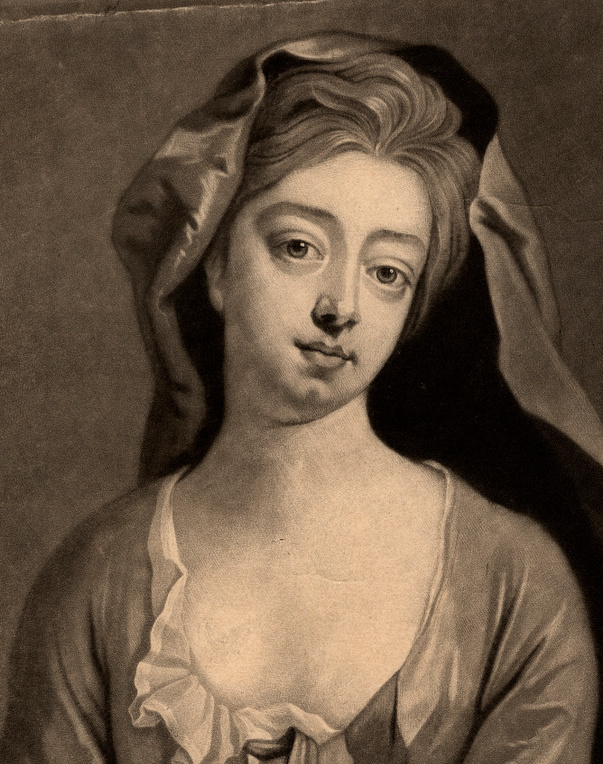
Матір Гораса Кетрін Волпол

Через 120 років після народження Гораса, з'явились чутки, що насправді він не був сином Роберта Волпола. Джерелом цих чуток стали спогади англійської письменниці леді Луїзи Стюарт у 1830-х роках, які, очевидно, походять від її бабусі, і також письменниці, леді Мері Вортлі-Монтегю. Леді Луїза Стюарт у вступі до книги «Листи та праці леді Мері Вортлі-Монтегю» (англ. The Letters and Works of Lady Mary Wortley Montagu) написала, що відповідно до леді Мері та деяких інших джерел Горас Волпол був сином Карра, лорда Герві, а не Роберта Волпола, і, що Роберт Волпол знав про це. Зокрема, Леді Луїза Стюарт писала: «Одна разюча обставина була помітна неозброєним оком; жодна істота в людській формі не може бути схожа одна на одну менше, ніж ці двоє, які вважаються батьком і сином; і хоча їхня особиста несхожість викликала злобний шепіт, він підтверджувався помітним нехтуванням Горацієм.» Далі вона писала, що Роберт Волпол майже не звертав уваги на Гораса, допоки той не розпочав навчання в Ітонському коледжі.
Біографи Гораса Волпола скептично ставляться до таких чуток. Так, Льюїс зазначає, що, навіть якщо у Волполів і були сумніви щодо того, хто був батьком Гораса, вони були дуже великодушними. Він вказує на те, що Гораса назвали на честь молодшого брата Роберта Волпола, а хрещеною матір'ю Гораса була сестра Волпола-старшого леді Дороті Таунсенд. Льюїс також пише, що не має доказів того, що Горас знав про чутки щодо його походження. Ленґфорд вважає, що такі чутки пояснюються тим, що леді Луїза Стюарт недолюблювала Гораса.
Перші роки життя Горас проводив у сімейному будинку Волполів у Лондоні, а влітку разом із родиною виїжджав до сімейної вілли у Челсі. Вихованням Гораса займалась здебільшого його мати, яка сконцентрувала свою увагу на ньому, оскільки інші діти Волполів були значно дорослішими. Ранню освіту Горас отримував разом із своїми кузенами за допомогою тьютора, майбутнього англійського політика та моралістичного письменника Едварда Вестона.

### Навчання в Ітонському коледжі

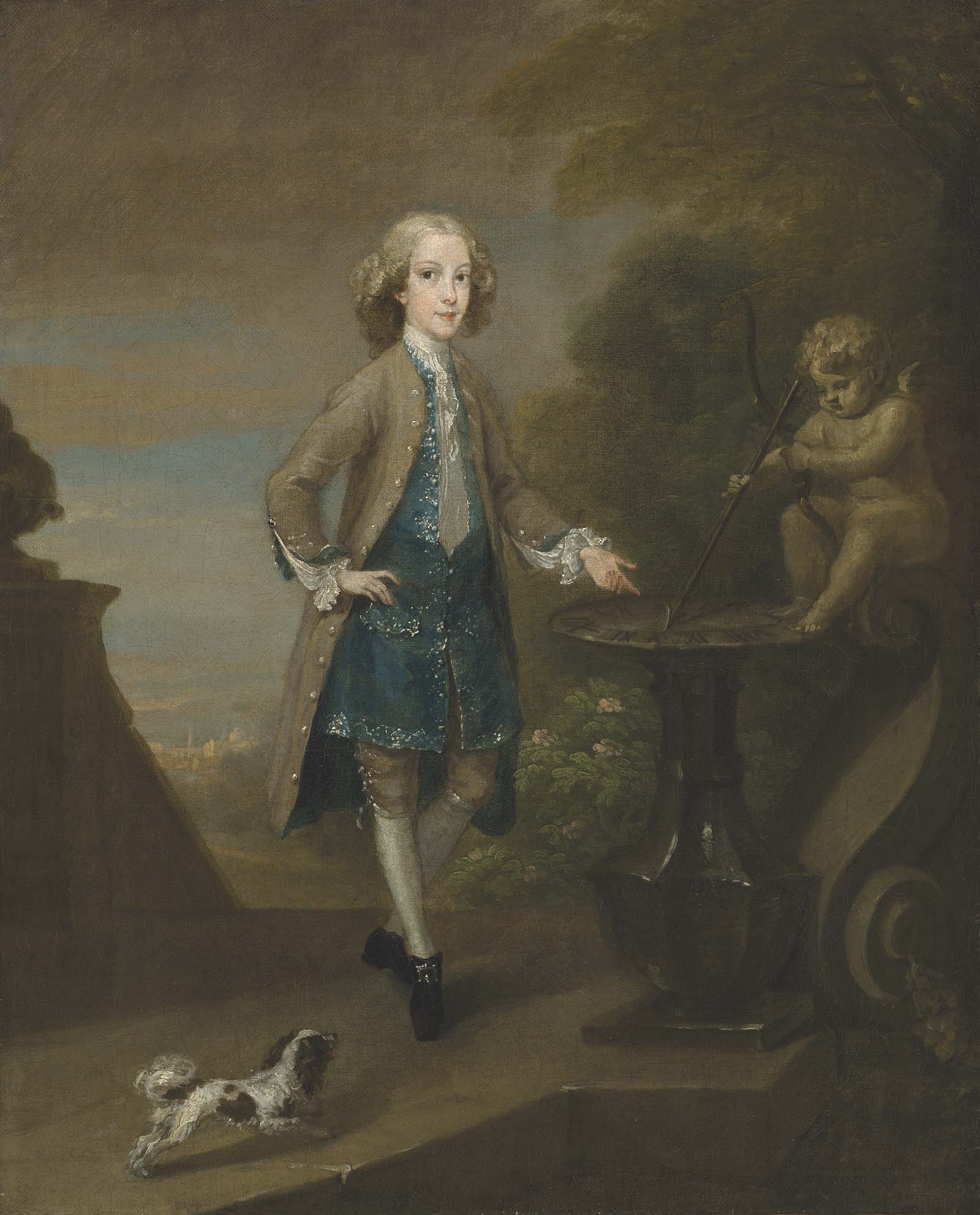
Горас Волпол у 10-річному віці. Портрет роботи Вільяма Гоґарта

У квітні 1727 року Горас розпочав навчання в Ітонському коледжі, де раніше навчався його батько. У коледжі навколо Волпола сформувалось коло близьких друзів, так званий «четверний альянс», до якого входили Волпол, майбутній англійський поет Томас Ґрей, майбутній священнослужитель Томас Ештон, та Річард Вест. Члени «альянсу» називали себе секретними іменами: Селадон, Орозмадес, Фавоній, Альманзор. Відповідно до Льюїса, найулюбленішим членом четвірки був Річард Вест, який також вважався найперспективнішим поетом, Ґрей вважався найосвіченішим, Ештон — найбільш самолюбним, Волпол — найбільш непостійним. Четвірка читала класичну латинську літературу, французькі романи, а також англійських письменників від Едмунда Спенсера до Александера Поупа. Четвірка також захоплювалась сучасними англійськими авторами — Вільямом Конґрівом, Джоном Ванбру та Джозефом Еддісоном.
Серед інших учнів, з якими у Волпола встановились дружні стосунки, деякі з яких були досить тривалими, були: його кузени Френсіс Сеймур Конвей, майбутній маркіз Гертфордський та лорд-лейтенант Ірландії, та Генрі Сеймур Конвей, майбутній британський політик і фельдмаршал; Джордж Селвін, майбутній член Парламенту; Чарльз Літлтон, майбутній єпископ Карлайлський; Джордж Монтеґю, майбутній приватний секретар політика та майбутнього прем'єр-міністра Фредеріка Норта; Вільям Коул, майбутній священник.

### Навчання в Королівському коледжі Кембриджа

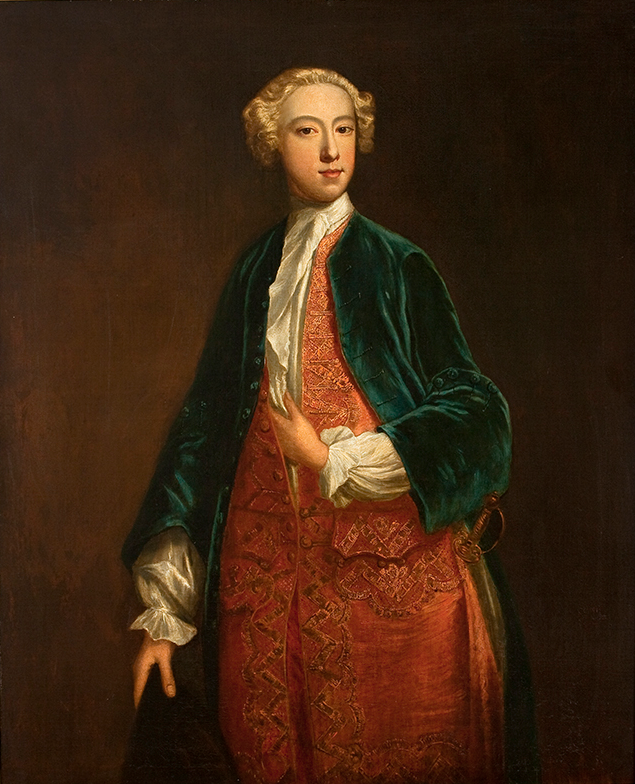
Горас Волпол у 1735 році. Портрет роботи Джонатана Річардсона.

У вересні 1734 року Волпол закінчив навчання в Ітонському коледжі і розпочав навчання в Королівському коледжі Кембриджа. Там він приєднався до своїх друзів з Ітонського коледжу — Томаса Ґрея та Томаса Ештона. У Кембриджі Волпол відвідував лекції з математики, цивільного права та анатомії. Йому тяжко давалась математика, однак в інших предметах він був більш успішним. Волпол також вивчав італійську мову.
У Кембриджі Волпол познайомився з Кон'єром Мідлтоном, письменником та церковним служителем, відомим своїми неортодоксальними творами. Мідлтон навчав Волпола тому, що молитва була оманою, а деякі частини Старого Завіту не мали жодного сенсу. На початку свого навчання в Кембриджі Волпол зазвичай ходив разом з Томасом Ештоном молитись разом із в'язнями. Однак, як пише Льюїс, Волпол перестав це робити під впливом Мідлтона. Біографи Волпола різняться у оцінці ступеню впливу Мідлтона на Волпола. Відповідно до Льюїса, вчення Мідлтона справило на Волпола незабутнє враження. Водночас Ленґфорд зазначає, що не має доказів того, що Волпол багато читав Мідлтона.
Із часом Волпол все рідше з'являвся у Кембриджі, і все більше часу проводив з матір'ю в Лондоні та у маєтку Волполів Гоутон-холл. У серпні 1737 року померла його мати і він тяжко переживав втрату. Томас Ґрей писав Волполу, непокоячись, що релігійні почуття не підтримують його друга в цей важкий час. «Заради Бога, як тільки меланхолійні роздуми послабшають, дай мені знати про твоє благополуччя; дозволь мені отримати задоволення від рядка або погляду на тебе, як тільки це буде доречним: повір, я не розслаблюсь ані на хвилину, доки не отримаю якусь інформацію про твій стан», — писав Ґрей Волполу. Після смерті Горасової матері, його батько одружився із своєю коханкою Марією Скерет, від якого в нього була дочка Марія.
У 1738 році Волпол остаточно покинув навчання у Кембриджі. Його батько придбав для нього три посади, які забезпечували його: служитель казначейства, контролер фінансових записів та секретар автентичних примірників.

### Європейська подорож (1739—1741)

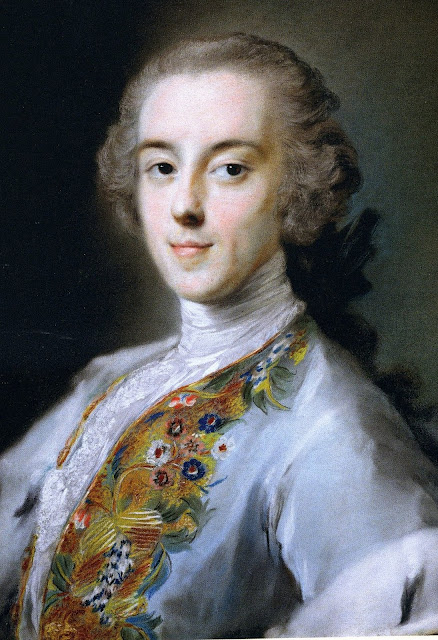
Горас Волпол у 1741 році. Портрет роботи Розальби Карр'єри

У 1738 році Волпол із Томасом Ґреєм вирушили у гран-тур — освітню подорож, яку здійснювала молодь з аристократичних родин. Вони провели два місяці у Парижі, звідки Волпол писав Річарду Весту, що вони багато часу проводять за картами та обідами. Він також зазначив, що вони тричі на тиждень відвідують оперу, від якої, очевидно, він не отримував задоволення, повідомляючи Весту, що слухати її для нього було гірше ніж тримати піст, і, що вона нагадує йому аґрусове тістечко. Французький театр йому подобався більше, і, на його думку, він перевершував англійський. Волпол також писав Весту про цікаві місця, які відвідував у Парижі: Вандомську площу; абатство Сен-Дені, яке йому сподобалось більше, ніж Вестмінстерське абатство; Сорбонну та Коледж чотирьох націй; Версальський палац, який його не вразив. Волпол так охарактеризував Весту французьке суспільство: для будь-якого джентльмена вважалось ганебним не бути в армії або на службі у короля, і не вважалось ганебним тримати публічні ігорні дома. На додаток Волпол зазначив, що в Парижі було багато англійців, серед яких був його кузен Френсіс Сеймур Конвей.
Після Парижу Ґрей та Волпол відвідали інші французькі міста — Реймс, Діжон та Ліон, а також побували у французьких Альпах. Вони також відвідали монастир Гранд Шартрез, який не вразив Волпола. Він писав Весту: «Будівля велика і проста, в ній немає нічого примітного, крім первісної простоти.»
Після Ліону Волпол та Ґрей планували провести зиму на півдні Франції, але батько Волпола заохотив їх поїхати до Італії. Відповідно, побувши у Женеві, яку Волпол описав Весту як «пом'ятий шматок бруду», вони здійснили досить неприємну подорож через Альпи, які, як він писав Весту, він сподівався, що більше ніколи не побачить, та зупинились в Турині. Турин сподобався Волполу: на його думку, місто було компактним, чистим, новим і дуже впорядкованим. Після Турину Ґрей та Волпол зупинились у Флоренції, звідки останній писав Весту, що через постійні подорожі, він знаходить все менше і менше речей, які б його вражали. Зокрема, Волпол писав Весту, що відвідав галерею Уффіці з такими ж невиразними емоціями, з якими б він увійшов до лондонського Собору Святого Павла. Про колекцію статуй у галереї, він писав, що вона являє собою зібрання добрих людей, до яких йому байдуже.

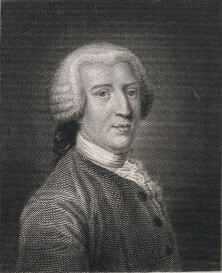
Горас Ман

У Флоренції Волпол познайомився і потоваришував із представником Великої Британії при тосканському дворі Горасом Маном, а також вів насичене світське життя. У листах Річарду Весту він писав, що відвідував маскаради, опери та бали, де багато танцював. Генрі Сеймуру Конвею він писав, що Флоренція була найприємнішим з усіх місць, які він бачив після Лондону. Волпол також відвідав Сієну, про яку він писав, що вона була старою, затишною та з невеликою кількістю мешканців. Однак, Сієнський собор не вразив Волпола. На його думку, хоча собор і був побудований із цінних матеріалів, оздоблення та стиль були гіршими, ніж у багатьох інших соборів, які він бачив.
З лютого до липня 1740 року Волпол та Ґрей жили у Римі, про який він так писав Річарду Весту: «Я дуже радий, що бачу Рим, поки він ще існує: я сумніваюсь, чи вартий він буде відвідування через багато років. Серед невігластва та бідності нинішніх римлян усе занедбане та занепадає; вілли зовсім у непридатному стані, а палаци настільки погано доглянуті, що половина картин зіпсована сирістю.»

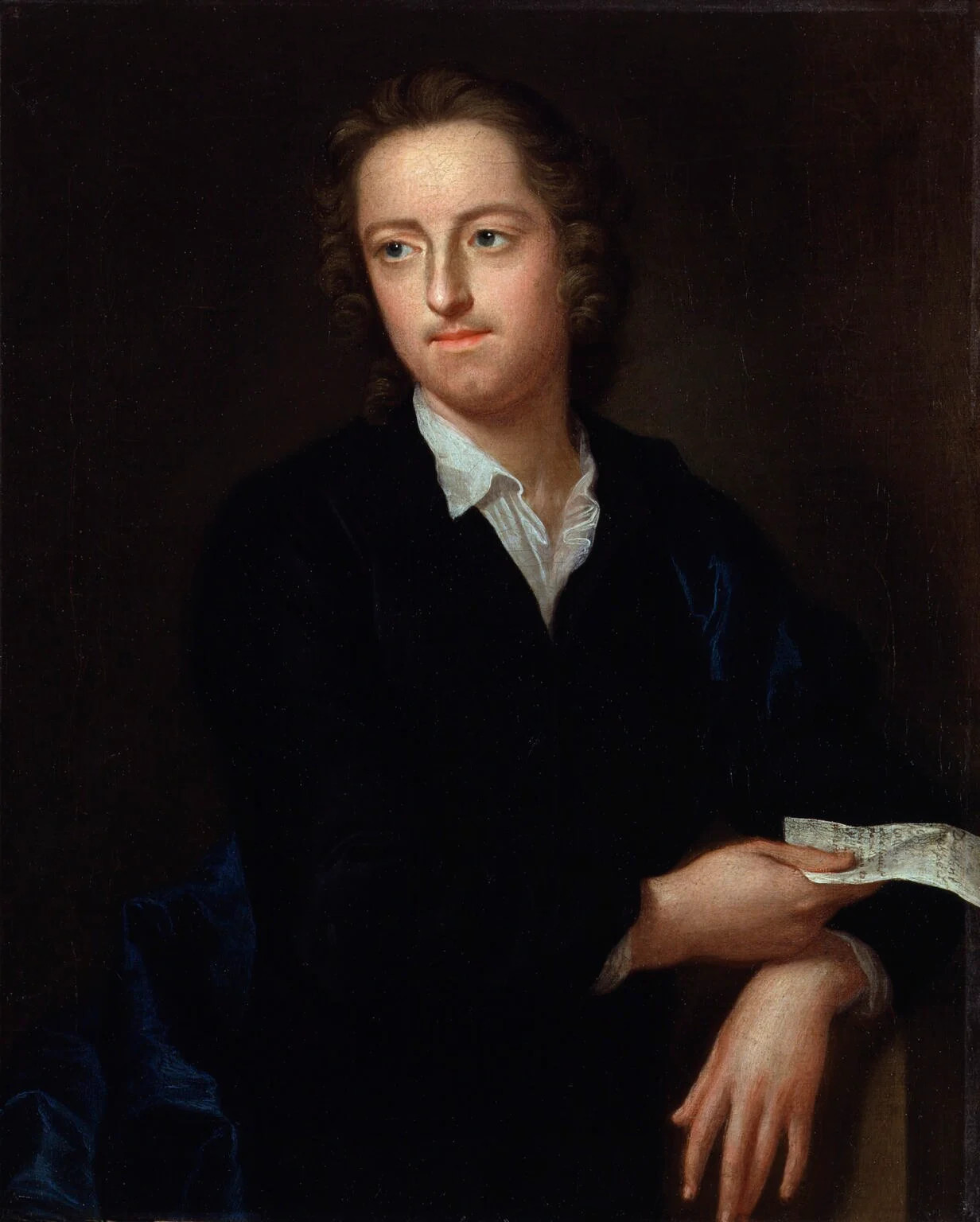
Томас Ґрей, портрет роботи Джона Жіля Еккардта

Волпол та Ґрей перебували у Римі саме тоді, коли відбувався конклав, тобто вибори Папи Римського. Вони детально доповідали про конклав у листах. У березні 1740 року Ґрей писав своїй матері, що конклав триває в очікуванні декількох французьких та німецьких кардиналів, але, що в деяких кардиналів вже погіршувалось самопочуття від сидіння під замком. Він писав, що кардинал Оттобоні помер від апоплексичного удару та, що ходять чутки, що декілька інших кардиналів були на межі смерті. У квітні 1740 року Ґрей писав своїй матері, що був свідком прибуття на конклав кардинала д'Оверня. Волпол писав Генрі Сеймуру Конвею, що особисто йому подобався кардинал Алессандро Альбані, а Роберту Весту доповідав, що кардинал Зінцендорф голосував за кардинала Коша, про що оголосив публічно, а кардинал Петра дорікнув йому за це. У липні 1740 року Волпол писав Весту, що конклав був близький до розпаду на дві фракції: кардинал Альдрованді мав тридцять три голоси на протягом трьох днів, але не зміг роздобути необхідні додаткові два голоси. У листі своєму шкільному приятелю Томасу Ештону Ґрей та Волпол писали про конфлікти всередині конклаву: кардинала Корсіні допитували про мільйони крон, які зникли з Апостольскої палати, але той відмовлявся звітувати будь-кому окрім Папи Римського; кардинал Чібо робить вигляд, що в Генуї є банкір, який підтвердить, що саме Чібо отримав від Корсіні зниклі мільйони. На їхню думку, гарні шанси стати Папою Римським були у кардинала Готті. Зрештою, Волпол та Ґрей покинули Рим, не дочекавшись вибору конклаву. У серпні 1740 року Ґрей писав матері з Флоренції, що обрали Папу Римського, і, що він так жалкує, що не побачить його коронацію. Він так писав про новообраного Папу Бенедикта XIV: «в нього гарна вдача, коли йдеться про щедрість, привітність та інші чесноти; кажуть, що йому не бракує ані знань, ані здібностей. Найгірша його сторона полягає в тому, що він має племінника або двох; крім певної молодої фаворитки на ім'я Мелара, яка, як кажуть, деякий час самовільно розпоряджалась його гаманцем і сім'єю.»
Після Риму Волпол та Ґрей повернулись до Флоренції. Їхні стосунки дедалі погіршувались. Вони разом покинули Флоренцію, але їхні шляхи розійшлися в Реджо в травні 1741 року. Точна причина їхньої сварки невідома. Ґрей самостійно повернувся додому за допомогою коштів, які таємно для нього забезпечив Волпол. В той час сам Волпол був близький до смерті в Реджо. Він захворів на серйозну ангіну, яку, як пише Ленґфорд, не вилікували б, якби не приїзд Генрі Пелема Клінтона, лорда Лінкольна, та його наставника Джозефа Спенса та організоване ними медичне втручання. Волпол супроводжував лорда Лінкольна до Венеції, а звідти через Геную, Антіб (морем) і Париж прибув до Лондона 14 вересня 1741 року.

### Діяльність у Парламенті (1741—1754)

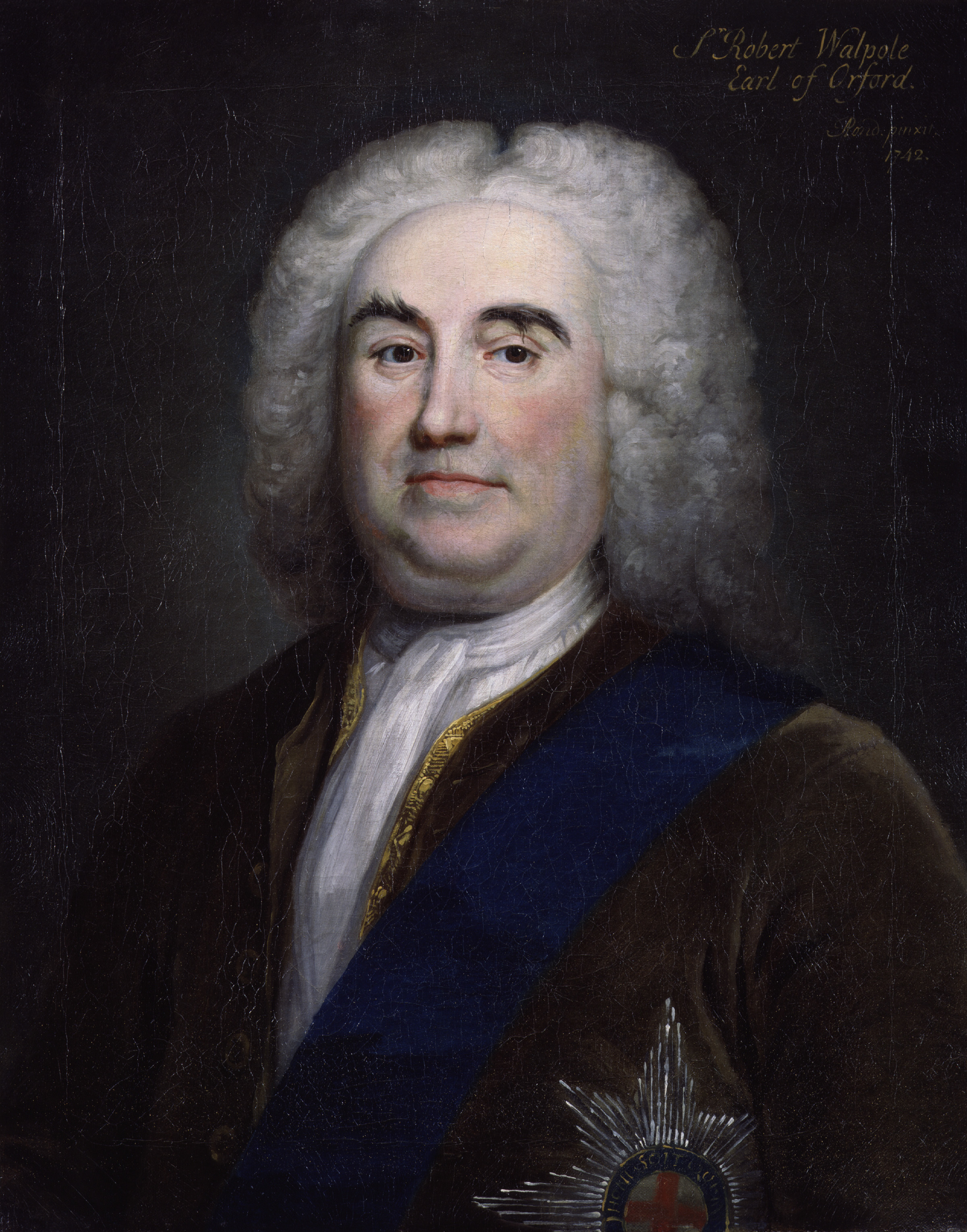
Батько Волпола, перший прем'єр-міністр Британії Роберт Волпол, портрет роботи Артура Понда

Повернувшись додому, Волпол почав зближуватись із батьком. Він проводив з ним час у сімейному лондонському будинку, в офіційній резиденції на Даунінґ-стріт, а також у Гоутон-холлі. Влітку 1741 року, ще до повернення до Британії, Волпол був обраний членом британського Парламенту від гнилого містечка Коллінґтон в Корнуоллі. Цей виборчий округ контролювався родиною Роллє, із представницею якої одружився старший брат Волпола Роберт. І хоча Волпол залишався представником Коллінґтона у Парламенті до 1754 року, за цей час він жодного разу не відвідав свій округ. За партійною приналежністю Волпол, як і його батько, був вігом.
Здається, що під час перших двох парламентських сесій він виступив лише один раз, 23 березня 1742 року, проти ідеї створити таємний слідчий комітет, який би розслідував адміністрацію його батька.
18 січня 1744 року він знову виступив на боці уряду, підтримуючи пропозицію про виділення коштів на використання ганноверських військ на боці Великої Британії у війні за австрійську спадщину. У своїй промові Волпол вказав, що в той час було неможливо найняти війська інших європейських принців, і, що такий найом міг зіпсувати стосунки із такими союзниками Британії як голландці. Він також висловив аргументи проти наймання військ з Кельну, Данії, Саксонії та Швейцарії. У «Парламентській історії Кобета» промову називають розсудливою та елегантною, а також зазначається, що її зустріли аплодисментами.
У 1745 році помер його батько, з яким він проводив останні дні. Батько заповів Волполу сімейний лондонський будинок на Арлінґтон-стріт, 5000 фунтів та посаду на митниці. Волпол став ярим захисником свого батька, вихваляв його чесноти та виставляв його недоліки у більш привабливому світлі, а також лаяв батькових ворогів.
У 1747 році Волпол переобрався до Парламенту від того самого виборчого округу. Під час переобрання Волпол все ще вважався прибічником уряду, однак, насправді, таємно підтримував нову опозицію, розпочату Фредеріком, принцом Уельським, написавши низку анонімних статей для преси. Хоча Волпол рідко виступав із промовами в Парламенті, з його кореспонденції можна зрозуміти його політичні погляди з певних питань. Так, у листі Горасу Ману від 5 травня 1747 року він вітав законопроект, який дозволяв обвинуваченим у державній зраді мати юридичного радника під час розгляду справи.
З кореспонденції Волпола, також можна зробити висновок, що він був противником африканської работоргівлі, у листі від 25 лютого 1750 року Горасу Ману він писав: «Ці два тижні ми обговорювали Африканську компанію: ми, британський сенат, цей храм свободи та оплот протестантського християнства, ці два тижні обмірковували, як зробити цю жахливу торгівлю неграми більш ефективною. Ми з'ясували, що тільки на наші плантації щороку продається сорок шість тисяч цих нещасних!— Аж кров стигне. Мені б не довелося говорити, що я голосував за це, якби не американський континент! Знищення бідолашних мешканців іспанцями було лише миттєвим лихом, яким супроводжувалось відкриття Нового Світу, порівняно з цим тривалим хаосом, що його принесло таке відкриття в Африку. Ми дорікаємо Іспанії, але навіть не прикидаємося, що вбиваємо ці бідні створіння заради блага їхніх душ!»
У своїй кореспонденції Волпол також уїдливо відгукувався про законопроект про таємні шлюби, який згодом став Законом про таємні шлюби 1753 року, який вимагав формальної шлюбної церемонії. У листі Генрі Сеймуру Конвею від 24 травня 1753 року він писав, що новий законопроект з метою запобігання таємним шлюбам, здійснював «загальний трус та реформу» в інституті подружжя, що «кожним Стрефону та Хлої [персонажі поеми „Стрефон та Хлоя“ Джонатана Свіфта], кожній вдові та її Гассі [можливо, відсилка до Едварда Гассі-Монтеґю, який одружився із заможною вдовою Ізабеллою Монтеґю, герцогинею Манчестерською] доведеться подолати стільки перешкод і формальностей, як і при укладанні мирних угод». У листі Горасу Ману від 12 червня 1753 року він писав, що законопроект обтяжує взагалі всі подружні відносини.
У 1747 році Волпол придбав ферму із невеликим будинком у Твікенгемі, і все рідше проводив час у Лондоні. Парламентські справи дедалі менше цікавили його. Так, у листі Генрі Сеймуру Конвею від 6 жовтня 1748 року він писав: «Окрім того, що я не маю природного потягу до парламенту, він особливо заважатиме мені зараз під час всієї моєї сівби».

### Стробері-Гілл
У листі Горасу Ману Волпол розповідав про нещодавно придбану ним невеличку ферму з будиночком у Твікенемі: «будинок такий маленький, що я можу надіслати його вам у листі». Він також зазначив, що з ферми видно Річмонд-парк. Генрі Сеймуру Конвею він писав, що будинок знаходиться посеред «глазурованих галявин».  7 червня 1748 року Волпол написав Ману, що відтепер його будинок називатиметься старою назвою, про яку він дізнався з документів, — Стробері-Гілл (англ. Strawberry Hill), що з англійської перекладається як «полуничний пагорб».

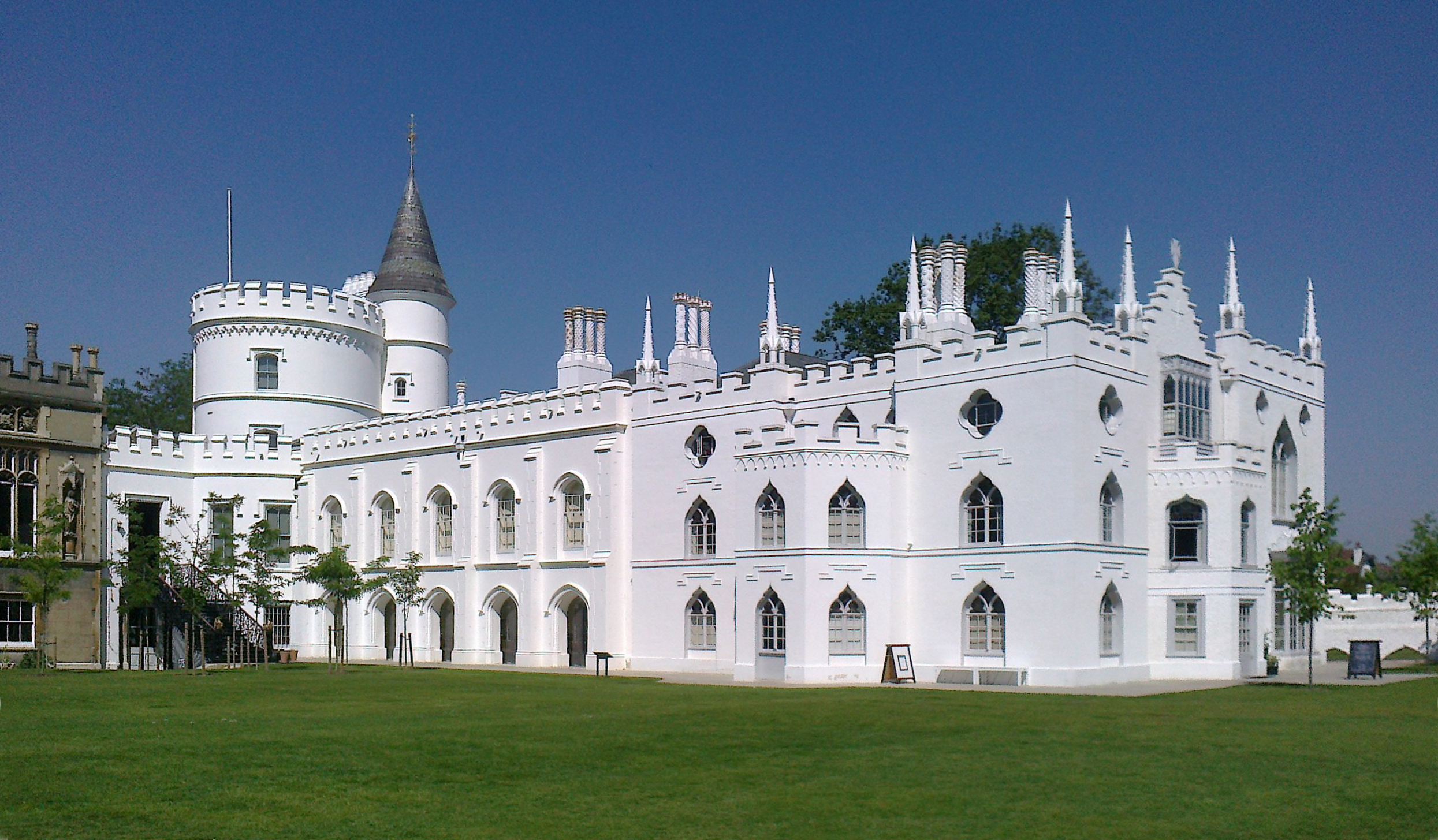
Будинок у Стробері-Гіллі після реставрації 2012 року

З 1752 до 1754 відбувся перший етап масштабної перебудови будинку в Стробері-Гіллі. Волпол створив спеціальний комітет, до якого увійшли Волпол та архітектори Джон Чут та Річард Бентлі. Для будинку Волпол обрав готичний стиль. Для відтворення готичного стилю комітет вивчав зображення англійських готичних будівель, а також надгробки. У січні 1750 року він писав Горасу Ману, що збирався побудувати «маленький готичний замок» у Стробері-Гіллі. Річард Бентлі спроектував хол, парадні сходи, трапезну та бібліотеку. Волпол зробив запис про гру світла та кольорів у інтер'єрі Стробері-Гіллу: похмурість передпокою, освітленого лише двома стрілчастими вікнами, заповненими вітражами, вражала, водночас сходи, які починались у передпокої, вели до більшого світла. Балюстраду сходів Бентлі скопіював з балюстради сходів Руанського собору. Чут проектував стіни та вікна; малюнок шпалер, якими були покриті білі стіни передпокою, був натхнений надгробком принца Артура Уельського у Вустерському соборі.

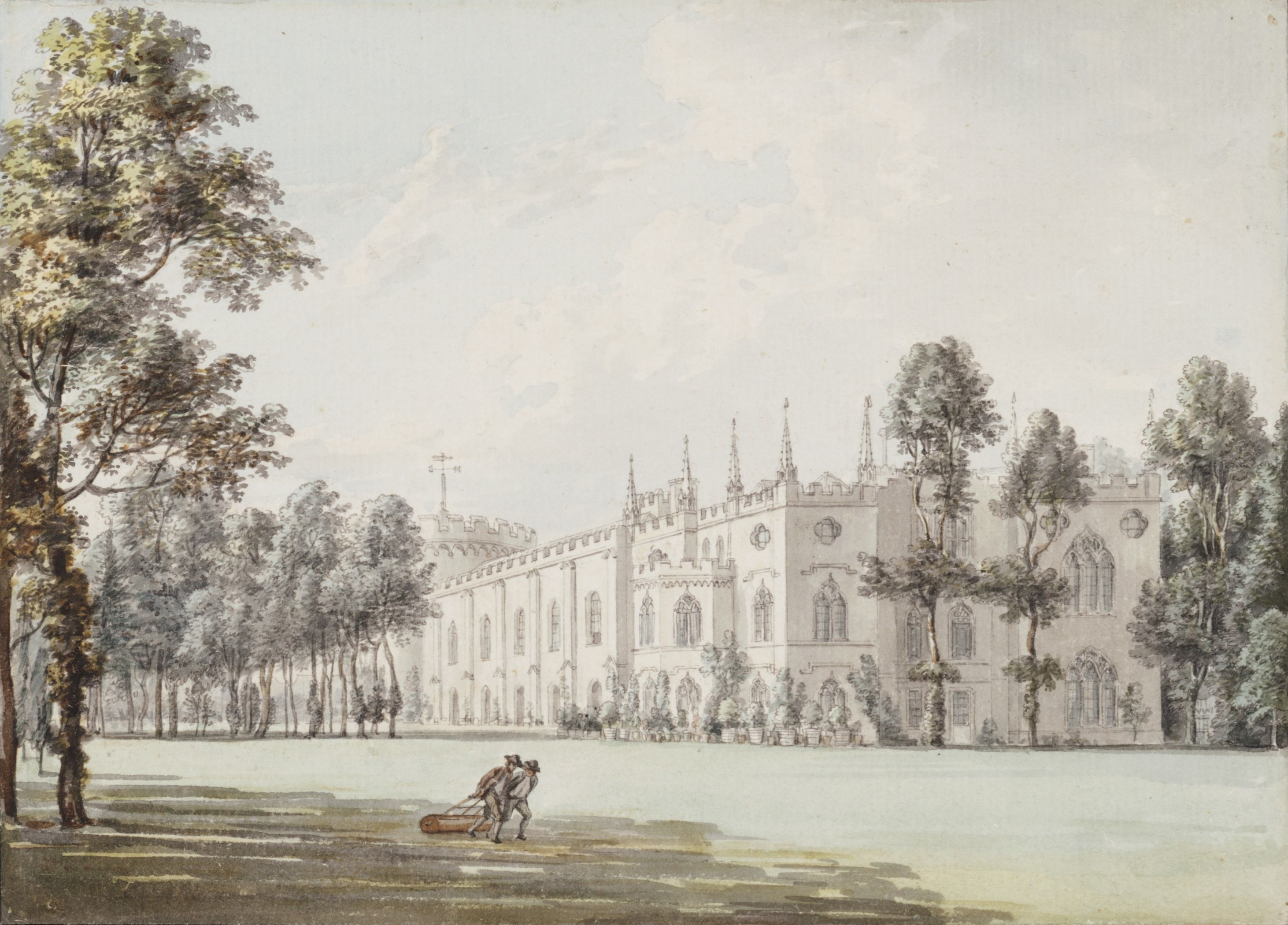
Стробері-Гілл у 18 столітті, робота Пола Сендбі

Східну частину будинку було завершено в 1754 році, але Волпол продовжував добудовувати кімнати та господарські будівлі майже сорок років. У 1758-59 роках була зведена Гольбейнська Палата, яку Стівен Кларк називає, «ймовірно першим музеєм в Англії», і яка являла собою відтворення двору Тюдорів. Зрештою, головний будинок мав двадцять дві кімнати, і нові кімнати були більші за старі. У Стробері-Гіллі розміщувалась велика колекція предметів мистецтва. Зокрема, у кімнаті, яка називалась «Китайською шафою» (англ. Chinese Closet) 670 порцелянових предметів, а в кімнаті, що називалась «Зеленою шафою» (англ. Green Closet) висіло близько 150 картин. Колекція картин містила роботи Жана Клуе, Франсуа Клуе, Ганса Гольбейна-молодшого, Пітера Пауля Рубенса, Антоніса ван Дейка, Джошуа Рейнольдса та інших митців. Стробері-Гілл був відкритий для відвідування тим, хто придбав квиток. Відповідно до «Журналу відвідувачів», складеного Волполом, в період між 1784 та 1796 роками від 60 до 100 груп щороку відвідували Стробері-Гілл.
Вплив Волпова та архітекторів Стробері-Гілла одразу поширився серед тих, хто захоплювався готичним стилем. Так, членів комітету просили розробити поліпшення в готичному стилі для ферми Секретаря казначейства та члена Парламенту Ніколаса Гардінджа, та будинків кількох англійських аристократів. За консультацією щодо готичного стилю до Волпола також звертались і представники духовенства.
Із часом Стробері-Гілл став дуже популярним місцем, куди завітали навіть посли Франції та Іспанії. У 1754 році садибу відвідав син короля Вільям Август, герцог Камберлендський, а у 1795 — королева Шарлотта з восьми принцесами. Завдяки Стробері-Гіллу готичний стиль став дуже популярним і надихнув створення таких будівель як Фонтгілське абатство та Урядовий будинок у Сіднеї. У 1760 році Волпол склав перший короткий каталог Стробері-Гіллу. У 1784 році він склав набагато ширший каталог і назвав його «Опис вілли містера Гораса Волпола, молодшого сина сера Роберта Волпола, графа Орфордського, у Стробері-Гіллі, поблизу Твікенема, Міддлсекс, з описом меблів, картин, цікавинок тощо» (англ. A Description of the Villa of Mr. Horace Walpole, Youngest Son of Sir Robert Walpole, Earl of Orford, at Strawberry Hill, near Twickenham, Middlesex, with an Inventory of the Furniture, Pictures, Curiosities, &c).

### Діяльність у Парламенті (1754—1768)

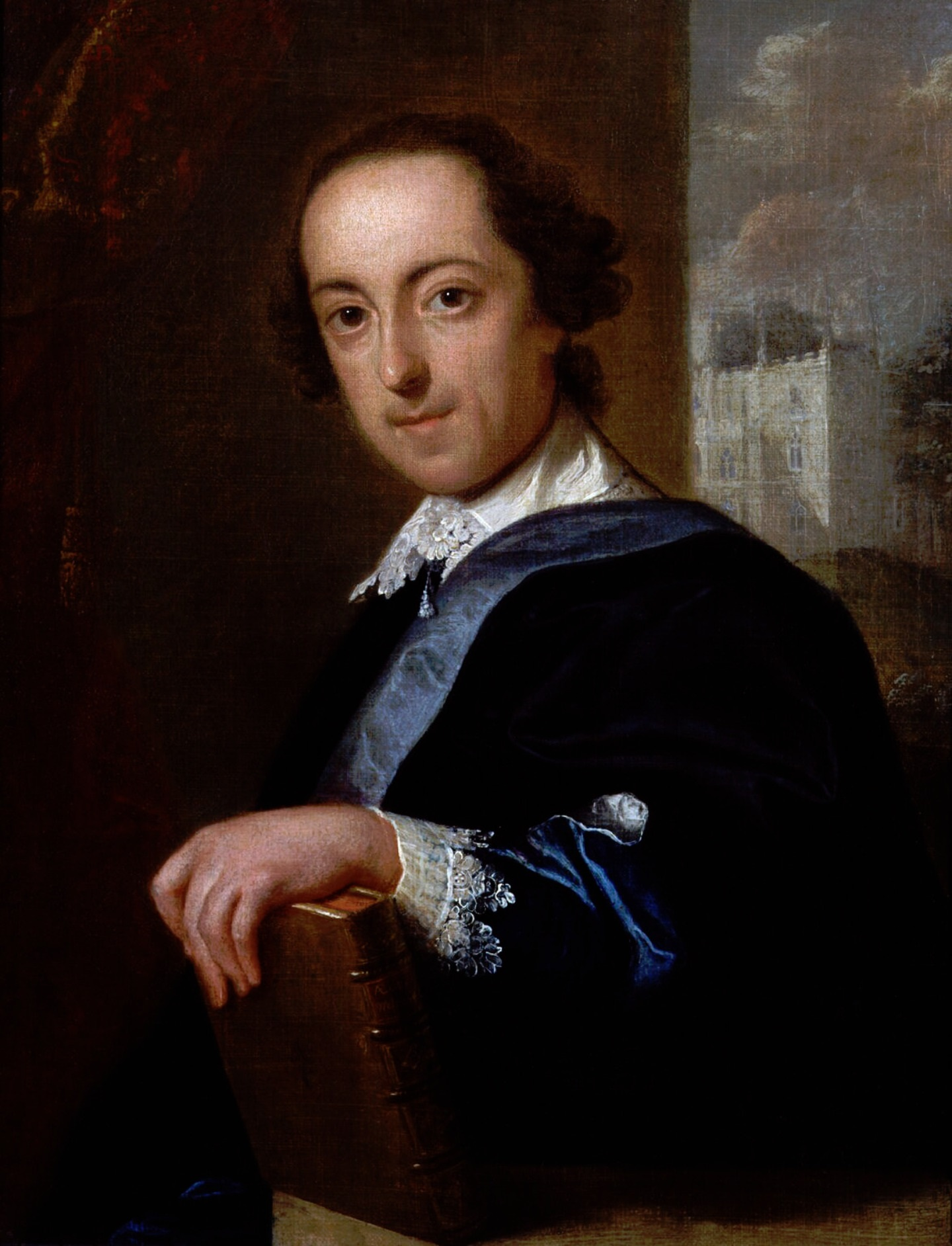
Горас Волпол у 1754 році, робота Джона Жіля Еккардта

У 1754 році Волпол обрався до Парламенту від гнилого містечка Касл-Райзінґ в Норфолку без опозиції: усі 26 виборців підтримали його кандидатуру. Того ж року Волпол виступив із великою промовою з приводу права копігольдерів голосувати у виборах графств. У цій промові Волпол робить глибокий історичний екскурс, пояснюючи походження і сучасне становище копігольдерів: копігольдери походили він залежних селян, вілланів, які не мали права голосу. Він також зазначив, що, історично, лише фрігольдери, тобто вільні землевласники, які отримали землю від монарха, могли брати участь у державних справах. Волпол уточнив, що фрігольдери, які отримали землю від лордів, що підпорядковувались монарху, також не брали участь у голосуваннях: їх не викликали до Парламенту, а виборів у графствах не існувало до скликання Парламенту під час правління Генріха ІІІ. Тільки під час правління Едуарда І, відповідно до Волпола, усі фрігольдери отримали право мати своїх представників у Парламенті, і, що ці представники стали засідати у Палаті громад. Водночас, копігольдери, як зазначає Волпол, ще довго вважались не зовсім вільними людьми, і відтак, вони не могли брати участі у законодавчій діяльності. Однак зараз, відзначає Волпол, майнові права копігольдерів були такими ж вільними, як і права інших землевласників. Він також звернув увагу, що законом, прийнятим під час правління спільного правління Марії ІІ та Вільгельма ІІІ, копігольдерів прирівняли до вільних власників. Зрештою, Волпол висловлює власну позицію щодо права копігольдерів голосувати на виборах графств: він би проголосував за законопроект, який би прирівнював копігольдерів до фрігольдерів, тому, що це б узгоджувалось із раніше прийнятим законодавством, та тому, що він вважав копігольдерів такими ж вільними людьми, як і фрігольдери, і, копігольдери були такими ж незалежними, як і фрігольдери. Волпол зазначив, що участь копігольдерів у виборах графств принесла б користь, оскільки «свобода, як піраміда, стає міцнішою, коли збільшується її основа».
У 1757 році виборці округу Кінґз-Лінн, який колись у Парламенті представляв його батько, а пізніше — дядько та племінник, відповідно Горацій Волпол, 1-ий барон Волпол та Горацій Волпол, 1-ий граф Орфордський, звернулись до Волпола з тим, щоб той представляв округ у Парламенті. Волпол погодився, і у 1757 році вперше відвідав свій округ і постав перед виборцями. За результатами виборів, він став членом Парламенту від Кінґз-Лінну. У 1761 році він переобрався від того самого округу без опозиції, і залишався членом Парламенту від цього округу до 1768 року, коли він вирішив покинути Парламент.

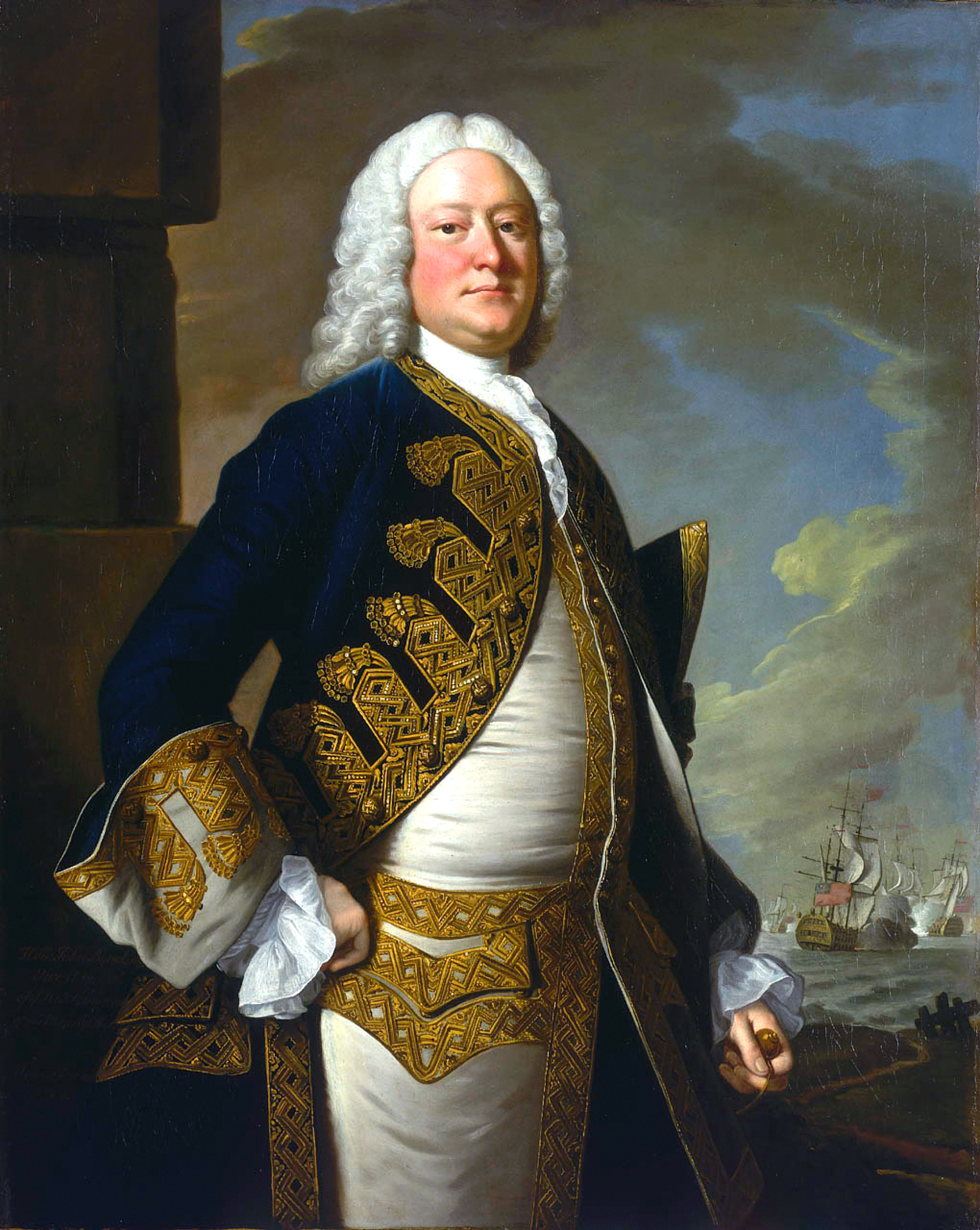
Адмірал Джон Бінґ, портрет роботи Томаса Гадсона

Під час нетривалої відсутності у Парламенті Волпола, який перестав представляти Касл-Райзінґ та готувався переобратись від Кінґз-Лінну, Британія втратила Менорку, а також розглядалась справа адмірала Джона Бінґа, якого за рішенням військового трибуналу за те, що він не зробив «усього, що від нього залежало» в ході битви при Менорці, засудили до страти. Волпол був розлючений справою Бінґа, допоміг відкласти страту і висловив жаль з приводу страти Бінґа, коли вона відбулася. У листопаді 1756 року, до початку розгляду справи Бінґа, Волпол писав Горасу Ману, що Перший Лорд Британського адміралтейства Джордж Енсон нелюдськи та вороже ставився до Бінґа. Коли Бінґу вже винесли смертний вирок, Волпол писав Ману: «Я ніколи не знав нещасного Бінґа настільки добре, щоб вклонитися йому; але велика сумнівність його злочину і надзвичайність його вироку, переслідування його ворогами, які принесли його в жертву за власну провину, і лють засліпленої нації викликали в мені жаль до нього. Його вороги святкують перемогу, але хто може позаздрити тріумфу вбивства?» Волпол вилив свій гнів з приводу страти Бінґа у маленькому крижано-іронічному трактаті «Лист Ксо Хо, китайського філософа з Лондона, до його друга Лянь Чі, у Пекіні» (англ. A Letter from Xo Ho, a Chinese Philosopher at London, at his Friend Lien Chi, at Peking), де викривається абсурдність політичної системи, яка засуджувала адмірала за рішення, прийняті його політичними лідерами.
Через справу Джона Бінґа Волпол почав розчаровуватись у своєму політичному соратнику Генрі Фоксі, який був одним з палких гнобителів Бінґа. Відносини між Фоксом та Волполом продовжували погіршуватись, і кульмінацією стала затримка Фоксом, який був очільником казначейства, платежів Волполу, які йому належали за посадами в казначействі. У «Спогадах про правління короля Георга III» Волпол натякав, що Фокс затримував платежі, щоб змусити Волпола проголосувати за попередні умови миру з Іспанією та Францією для завершення Семирічної війни. Водночас Волпол зазначав, що, хоча він і не був у захваті він попередніх умов миру, і він був «занадто» англійцем, щоб голосувати за них, його совість не дозволила б йому виступати проти договору, який би зупинив кровопролиття, однак, він покинув Палату громад до голосування.

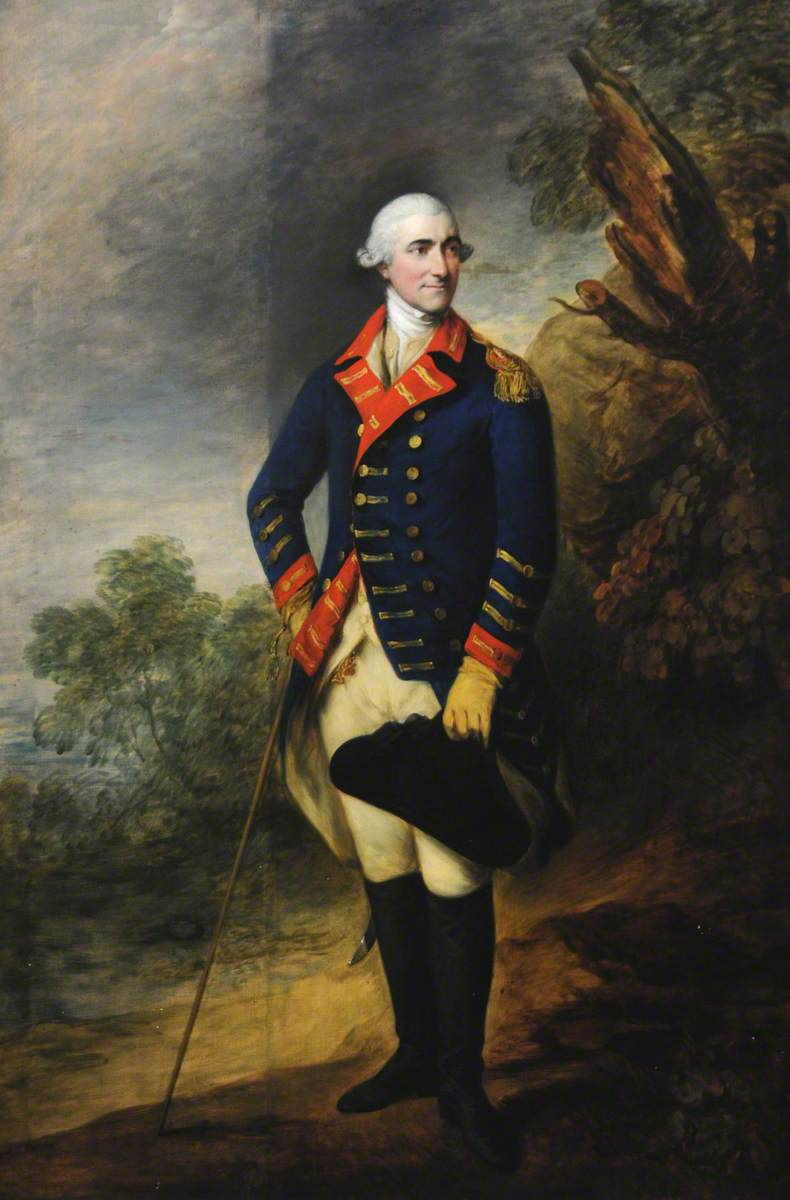
Генрі Сеймур Конвей, портрет роботи Томаса Гейнсборо

Волпол також розчарувався у іншому своєму політичному однодумці, Джорджі Ґренвіллі, через те, що той переслідував політика та члена Парламенту Джона Вілкса за публікації в «Північному Британці». У «Спогадах про правління короля Георга III» Волпол писав, що він не міг повірити, що Ґренвілл, якого він вважав переконаним республіканцем, був здатен на такі самі переслідування, як і Джон Стюарт, граф Б'ют. Волпол, за його словами, проінформував Ґренвілла, що він був проти видання ордеру на затримання Вілкса. Волпол також із жалем згадує, що, на думку Ґренвілла, саме Генрі Сеймур Конвей схилив його виступати проти ордера, оскільки Волпол сказав Конвею, що голосуватиме так само, як і він, хоча він був проти ордера за власним переконанням. Конвей потім був звільнений від командування полком, а також з посади придворного королівської опочивальні. Волпол відчував провину, вважаючи, що він був «основною причиною такого негідного поводження» з Конвеєм. У мемуарах Волпол стверджує, що пропонував Конвею 6 тисяч фунтів, але той відмовився, а також, що він змінив свій заповіт, заповів майже все своє майно Конвею, за умови, якщо тому не повернуть командування над полком.
У 1764-65 роках Волпол дедалі більше втомлюється від політики. У «Спогадах про правління короля Георга III» він писав, що, спостерігаючи неспроможність опозиції та брак єдності всередині неї, він вирішив покинути політику. У лютому 1765 року він писав Джорджу Монтеґю: «Я б також охоче припинив свою політичну діяльність, а також перервав би усі публічні зв'язки. Оскільки я ще не старий і маю чудову, хоча й тонку статуру, гадаю, що в мене є ще кілька приємних років, якщо зможу припинити усі зв'язки, окрім як з невеликою кількістю людей, яких я ціную. О, з якою радістю я міг би попрощатися з коханням і ненавистю: до натовпу, громадських місць, чудових обідів, візитів; і перш за все, — до Палати громад.»
У травні 1765 року під час переговорів щодо формування нового уряду Волпол підтримував Вільяма Пітта і, як він стверджує у мемуарах, агітував на його підтримку серед своїх друзів. У результаті переговорів Генрі Сеймур Конвей отримав посаду в новому уряді, а також йому повернули командування над полком. Водночас, з мемуарів Волпола можна зробити висновок, що він не був у захваті від того, що деякі з його друзів потрапили до уряду, і він передбачав, що їхнє перебування в уряді не буде тривалим: «Вожді, які не вміли розумно керувати партією, здавалися недостатньо кваліфікованими, щоб керувати нацією», — писав він.
В серпні 1765 року Волпол покинув Англію та вирушив до Парижу, де залишався до весни 1766 року.
На початку перебування в Парижі Волпол зупинився у свого кузена Френсіса Сеймура Конвея, графа Гертфордського, який тоді був послом у Франції. В нього був розслаблений темп життя, він писав Джорджу Монтеґю: «Я люблю пізно вставати і снідати, а також проводити день, як мені подобається.» Його провідниками у паризькому суспільстві були Луї-Жуль Манчіні-Мазаріні, герцог Неверський, та Клод Луї Франсуа де Рєньє, граф де Ґерші, які свого часу були французькими послами в Британії. У листах, Волпол часто відзначав, що вони були дуже люб'язними до нього. Волпол відвідав Версальський палац, де поспілкувався з королевою Франції Марією Лещинською, про яку він у мемуарах написав, що вона була доброю, благочестивою та вільною від честолюбства жінкою, що жила в злагоді з Людовиком XV, його коханками та його міністрами.
Він також відвідував салони відомих паризьких світських дам: Марі-Терез Жофрен, в якої за його словами, було найкраще розуміння світу; Марі дю Деффан, яку він називав «старою сліпою чарівною Мадам дю Деффан», і яка так прив'язалась до Волпола, що іноді змушувала його ніяковіти. Волпол листувався із дю Деффан впродовж 14 років. В одному із листів вона завірила його, що їхня кореспонденція буде секретною. ЇЇ листи до нього були емоціональними і досить відвертими, в одному з них вона писала, що неможливо було любити більш ніжно, ніж вона любила його. Волполу стало вкрай незручно, коли з'ясувалось, що їхню переписку читали на пошті. З одного боку, Волпол ніби соромився її емоційної прив'язаності до нього, а з іншого — спеціально приїжджав провідати дю Деффан у 1767, 1769, 1771 та 1775 роках. Крім того, коли її доходи були урізані, він запропонував їй матеріальну допомогу.
Як видно з його кореспонденції, у Парижі Волпол продовжував слідкувати за британською політикою. Зокрема, він слідкував за дебатами щодо скасування Акту про гербовий збір 1765 року, яким було введено податки на випуск газет, книг, оформлення або засвідчення документа в північноамериканських колоніях. Джордж Ґренвілл, колишній прем'єр-міністр Британії, а на той момент — член Парламенту, відповідно до Волпола, виступав проти скасування, однак, Палата громад все одно проголосувала за скасування. З цього приводу Волпол написав з Парижу Джорджу Монтеґю, що він був задоволений «поразкою, шипінням і приниженням Джорджа Ґренвілля». У 1766 році Волпол опублікував політичний памфлет «Розповідь про нещодавно виявлених велетнів» (англ. Account of the Giants Lately Discovered), в якому іронічно зазначалось, що за повідомленням про нещодавно виявлених велетнів у Південній Америці послідкує спроба Парламенту обкласти їх податком.
Повернувшись до Англії, Волпол, який страждав на подагру, зайнявся своїм здоров'ям, зокрема, відвідав місто-курорт Бат, а також поринув у парламентське життя. У жовтні 1767 року він писав священнику Вільяму Коулу, що всю зиму, весну та літо він був присутній в Парламенті. Очевидно, що у тому самому році Волпол вирішив покинути Парламент. У листі грудні 1767 він написав Коулу: «На моє велике задоволення, це моя остання сесія парламенту; з яким, як і з політикою, я назавжди попрощаюся!» Льюїс пов'язує рішення Волпола покинути Парламент із тим, що місцевий есквайр з округу Волпола оголосив намір взяти участь на наступних загальних виборах 1768 року. З його листа Джорджу Монтеґю від 12 березня 1768 року зрозуміло, що Волпол був не в захваті від виборів, де йому прийшлося змагатись з опонентом, і що він дуже комфортно почував себе вдома, а не у виборчому окрузі в гарячці передвиборної боротьби.

### Подальше життя (1768—1788)

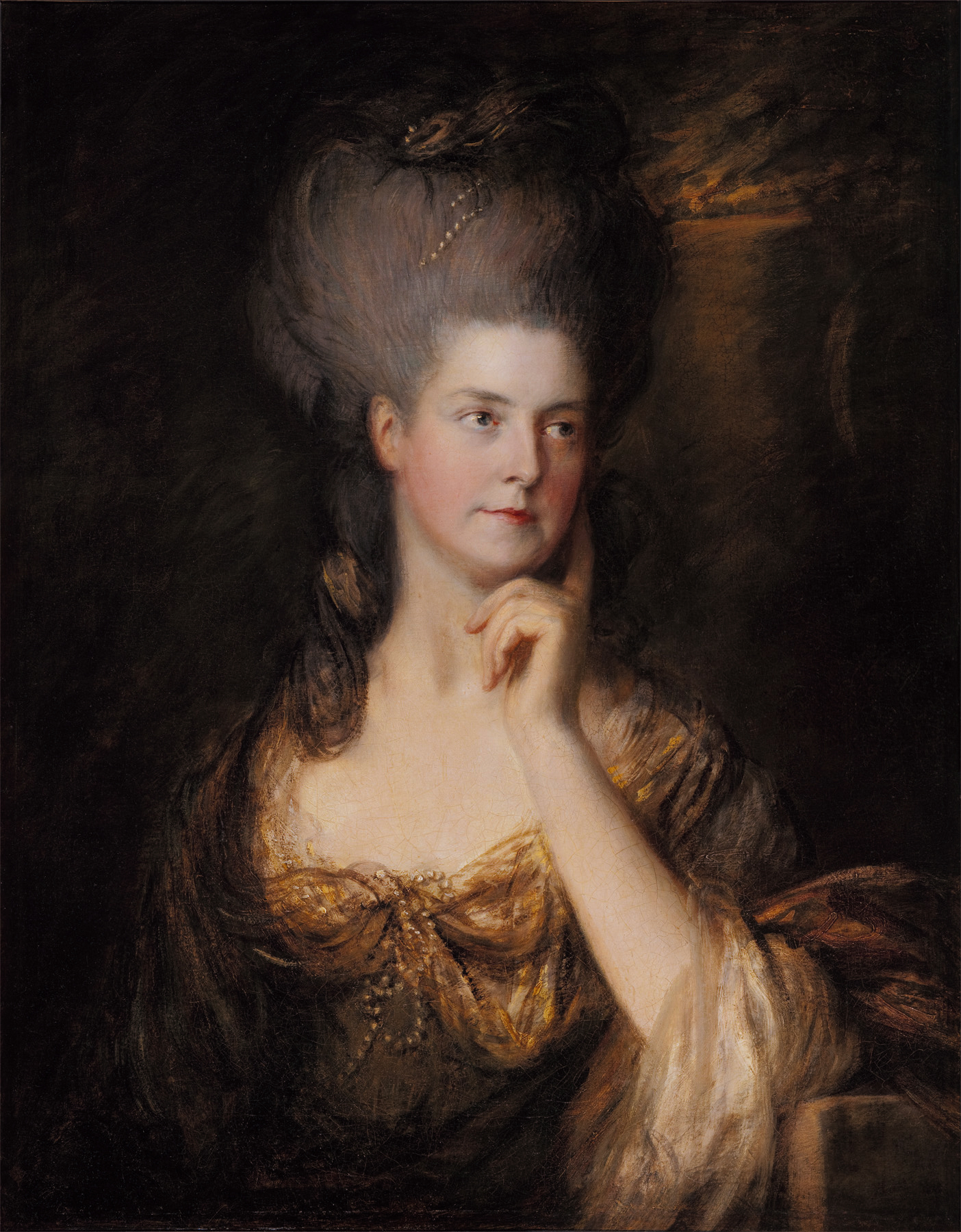
Марія Волпол, герцогиня Глостерська, портрет роботи Томаса Гейнсборо

Хоча Волпол і покинув Парламент, він продовжив цікавитись політикою, а також продовжував вести щоденник, який почав у 1766 i який згодом став основою для його мемуарів. Генрі Сеймур Конвей, який пішов з уряду, але ще залишався членом Парламенту, продовжував час від часу радитись із Волполом. Інколи Волпол відвідував дебати у Парламенті як сторонній спостерігач. Наприклад, у 1772 році з допитливості він відвідав Парламент, щоб послухати промову Чарльза Джеймса Фокса, сина його колишнього політичного соратника Генрі Фокса.
У 1771 році брат Георга ІІІ принц Вільям Генрі, герцог Глостерський та Единбурзький, зізнався королю, що ще у 1766 році таємно одружився з Марією Волпол, графинею Волдґрейв, — небогою Волпола. Марія була позашлюбною дочкою брата Волпола Едварда Волпола та улюбленою племінницею Волпола, і в дитинстві багато часу проводила в Стробері-Гіллі, куди Волпол забирав племінників, коли вони хворіли, та доглядав за ними. Дізнавшись про таємний шлюб свого брата з Марією, король заборонив подружжю з'являтись при дворі, а також закрив доступ до двору всім, хто відвідував подружжя. Не дивлячись на це, Волпол публічно навідався до подружжя за першої нагоди.
Волпол продовжував вести досить активне світське життя, грати у ломбер за столом принцеси Амелії, а також мандрувати Англією у пошуках антикваріату. Із часом коло його друзів поступово зменшувалось: у 1767 році померла його давня подруга Генріетта Говард, графиня Саффолкська, коханка Георга ІІ; у 1768 — фрейліна королеви Кароліни леді Мері Герві, для надгробку якої Волпол написав епітафію; у 1771 — Томас Ґрей, дружбу з яким після сварки у гран-турі Волпол відновив у 1745 році. У 1770 році з невідомих причин припинилась дружба між Волполом та Джорджем Монтеґю.
У 1773 році, коли його небіж Джордж Волпол, 3-ий граф Орфордський, син його старшого брата Роберта Волпола, захворів, або, як пише Кеттон-Кремер, «зовсім збожеволів», Волпол зайнявся управлінням Гоутон-холлу, який належав Джорджу та був у занедбаному стані через екстравагантний стиль життя та неефективне управління. У справах садиби Волпол багато часу проводив із юристами, управляючими та фермерами, з якими він проводив переговори щодо оренди землі. Волпол організовував продаж вівець, волів та рисаків. Крім того, Волпол запустив управлінські реформи та склав план економії, якого в майбутньому мав дотримуватись його племінник. Однак зусилля Волпола були марними, Джордж Волпол скоро відновив свій екстравагантний спосіб життя, і закинув реформи та план економії свого дядька. Через кілька років, у 1779 році, Джордж Волпол, щоб розрахуватись із боргами, продав велику колекцію картин з Гоутон-холу російській імператриці Катерині ІІ. Горас Волпол зазначав, що для нього це було приниженням пам'яті його батька.
У 1775 році припинилась дружба між Волполом та аристократкою та письменницею леді Мері Коук, яка відповідно до Кеттон-Кремера, страждала на манію переслідування, вважаючи, що австрійська імператриця Марія Терезія замовила її вбивство. Леді Луїза Стюарт, яка написала мемуари про леді Мері Коук, так описала розрив дружби між Волполом та леді Мері. У 1775 році обидва перебували у Парижі, де леді Мері почувалась неспокійно, оскільки тодішня королева Франції, Марія-Антуанетта, була дочкою Марії Терезії. Вночі леді Мері прийшла до Волпола, стверджуючи, що певна леді, на замовлення Марії-Антуанетти переманила її слугу, і, що вона збиралась їхати до Англії, а без захисту слуги, її вб'ють за наказом імператриці Марії Терезії. Сонний Волпол був спантеличений, а леді Мері прийняла його реакцію за байдужість, і в гніві покинула Париж та безпечно доїхала до Англії. Однак після цього інциденту відносини між нею та Волполом стали холодними.

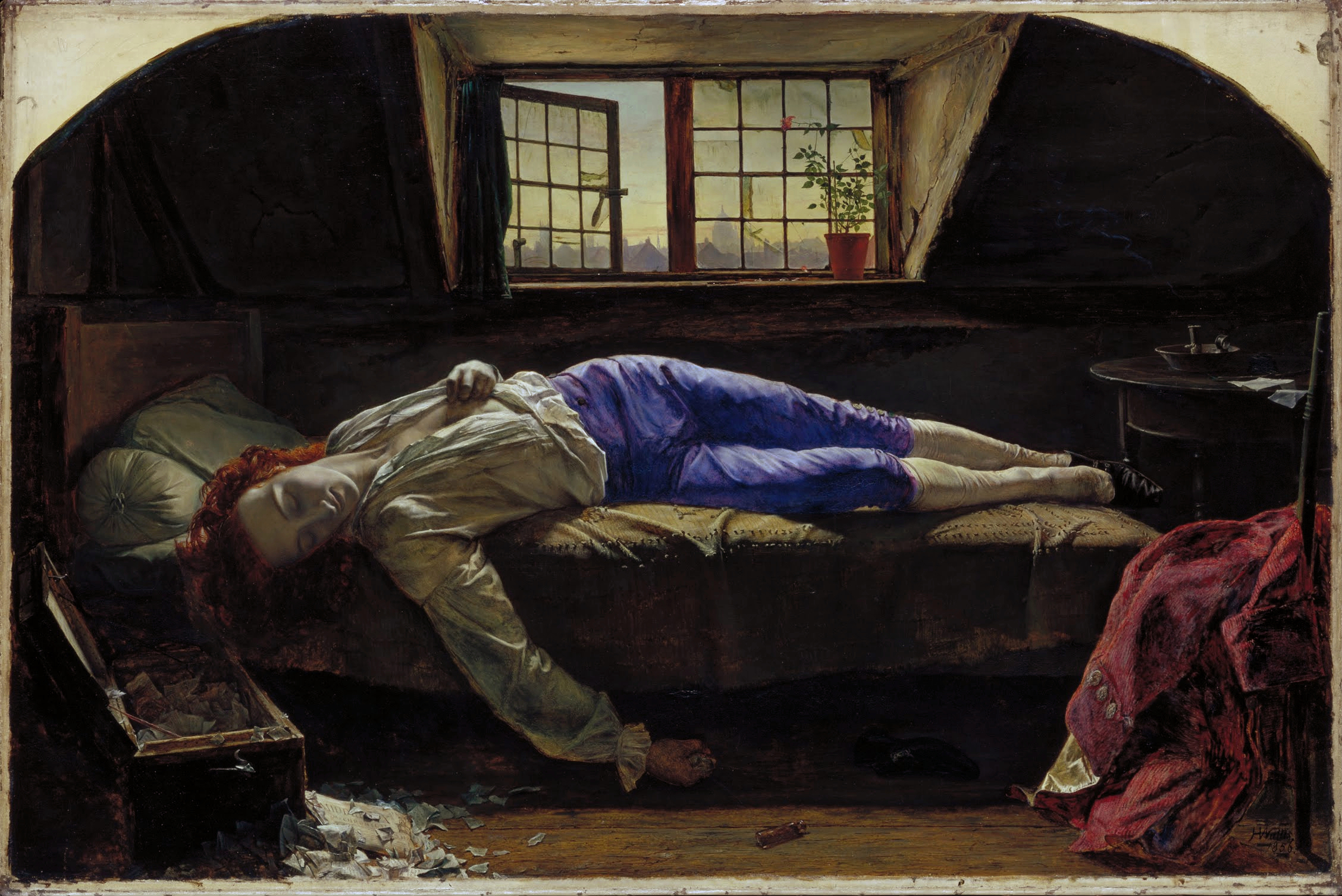
«Смерть Чаттертона», картина роботи Генрі Волліса, 1856 рік

У 1770-х Волпол був замішаний у скандальні чутки, пов'язані із самогубством молодого поета Томаса Чаттертона. У 1769 році Волпол отримав від 16-річного Чаттертона, листа в якому повідомлялось, що той знайшов рукописи з віршами середньовічного поета Томаса Роулі. У відповіді Чаттертону Волпол попросив показати йому рукописи, а також висловив ентузіазм з приводу знахідки хлопця. Однак пізніше, здійснивши деякі дослідження, Волпол почав сумніватись у існуванні таких рукописів, і висловив свої сумніви Чаттертону, що обурило того. Чаттертон вирішив, що Волпол змінив ставлення до нього дізнавшись про його скромне походження (він був сином шкільного вчителя). У 1770 році Чаттертон переїхав з Бристоля до Лондону, де почав досить успішну журналістську кар'єру, але вчинив самогубство у серпні 1770 року. Волпол випадково дізнався про самогубство Чаттертона в квітні 1771 року. Наступні роки відзначились підвищенням інтересу до поезії Томаса Роулі, і у зв'язку з цим у журнальних публікаціях стало з'являтись ім'я Чаттертона. В одній із публікацій 1777 року повідомлялось, що Чаттертон надсилав зразки поезії Роулі Волполу, але той не повірив у їхню автентичність. Ця публікація стала джерелом чуток, що Волпол довів Чаттертона до самогубства. У 1778 році вийшло видання творів Чаттертона із передмовою, в якій засуджувався певний «джентльмен, відомий літературній публіці», який відмовив молодому поету в спробі зав'язати дружні стосунки. Деякий час Волпол утримувався від публічної відповіді на закиди, пов'язані з Чаттертоном. Однак у 1782 році він надрукував у своїй друкарні в Стробері-Гіллі 200 копій «Листа редактору збірки Томаса Чаттертона», який написав ще у 1779 року, але не публікував його. Лист був опублікований в у журналі The Gentleman's Magazine. У листі Волпол пояснив обставини листування з Чаттертоном з приводу автентичності поезії Роулі, і висловив аргументи щодо відсутності його провини у самогубстві поета. Однак, ще багато років обговорювалась роль Волпола у долі Чаттертона.
Між 1776 та 1786 коло близьких та друзів Волпола продовжувало звужуватись: у 1776 році помер друг та один з архітекторів Стробері-Гіллу Джон Чут, у 1780 — Марі дю Деффан, у 1782 — священник та товариш по Кембриджу Вільям Коул та дружина його кузена Френсіса Сеймура Конвея, леді Гертфорд, у 1784 — його брат Едвард Волпол, у 1785 — актора та співачка Кітті Клайв, яка жила у нього в Стробері-Гіллі, у 1786 — його давній друг по переписці Горас Ман. Водночас навколо Волпола формувалось коло друзів та знайомих з молодших поколінь: поет Вільям Мейсон, юрист та політик Джордж Гардінж, поет Едвард Джернінгем, політик та драматург Роберт Джефсон, та колекціонер Джон Пінкертон. Крім того, Волпол дружив з художницею леді Діаною Боклерк та письменницею і драматургом Елізабет Крейвен. Однак, найулюбленішою його подругою стала дочка Генрі Сеймура Конвея, Енн Сеймур Деймер, яка в дитинстві часто жила у Стробері-Гіллі, коли її батьки були за кордоном.
Волпол продовжував спостерігати за політичними подіями та обговорювати їх у своїх листах. Так, коли зростало напруження між Британією та американськими колоніями, він визнавав, що не дуже орієнтується в предметі, оскільки його розуміння світу «довго обмежувалося маленьким меридіаном Англії» і «в цей пізній час життя воно не може осягнути такі величезні об'єкти, як Східна та Західна Індія». З листа Вільяму Мейсону від 14 лютого 1774 року видно, що Волпол ще не визначився із тим, кому симпатизувати: «Якби всі чорні раби повстали, я б не сумнівався, яку сторону обрати, але я навряд чи бажаю повної свободи торговцям, які є найкривавішими з усіх тиранів. Я думаю, що душі африканців лежатимуть тягарем на мечах американців», — писав він. У той же час він засуджував рішення Британії надіслати війська до Америки, і, відтак, почати війну. У січні 1775 року він писав з цього приводу Горасу Ману, що у громадянській війні перемога може обернутись крахом. У лютому 1775 року він скептично відгукувався про войовничий дух серед членів обох палат Парламенту, зазначаючи, що вони сподівались так залякати колонії, щоб ті підкорились через три місяці, однак, з подивом виявили, що така ймовірність відсутня.
Із часом Волпол дедалі емоційніше засуджував війну з Америкою. У вересні 1775 року він писав Горасу Ману: «О, божевільна, божевільна Англія! Яке безумство витрачати свої скарби, спустошувати свою імперію багатства та жертвувати своєю свободою, щоб її государ міг стати свавільним володарем безмежних пустель в Америці та збіднілого, знелюднілого, а отже, нікчемного, острова в Європі!» Його лист леді Оссорі від 9 листопада 1775 року рясніє риторичними питаннями, які, як він зізнається, навіюють на нього меланхолію: «Що ми маємо отримати від самого тріумфу? Чи спустошена, затоплена кров'ю, пограбована, поневолена Америка замінить процвітаючу, багату та вільну Америку? Чи хочемо ми панувати над нею, як іспанці над знелюднілим Перу? Чи нам більше до вподоби спустошені регіони ніж торгівельні міста?», — писав Волпол. У жовтні 1776 року він писав леді Оссорі, що не бачить сенсу позбавляти Америку свободи: «Завдяки свободі Америка розквітнула до неймовірного рівня. Якщо керувати нею за допомогою армії, а не запрошувати поселенців і розвивати торгівлю, вона буде спустошена і стане для нас тягарем, як Перу та Мексика з усіма їхніми шахтами були для Іспанії.» Зрештою, як вбачається з листа Генрі Сеймуру Конвею від 31 жовтня 1776 року, він прийшов до висновку, що, незалежно від того, чи підкорить, чи втратить Англія Америку, їй, Англії, — кінець.

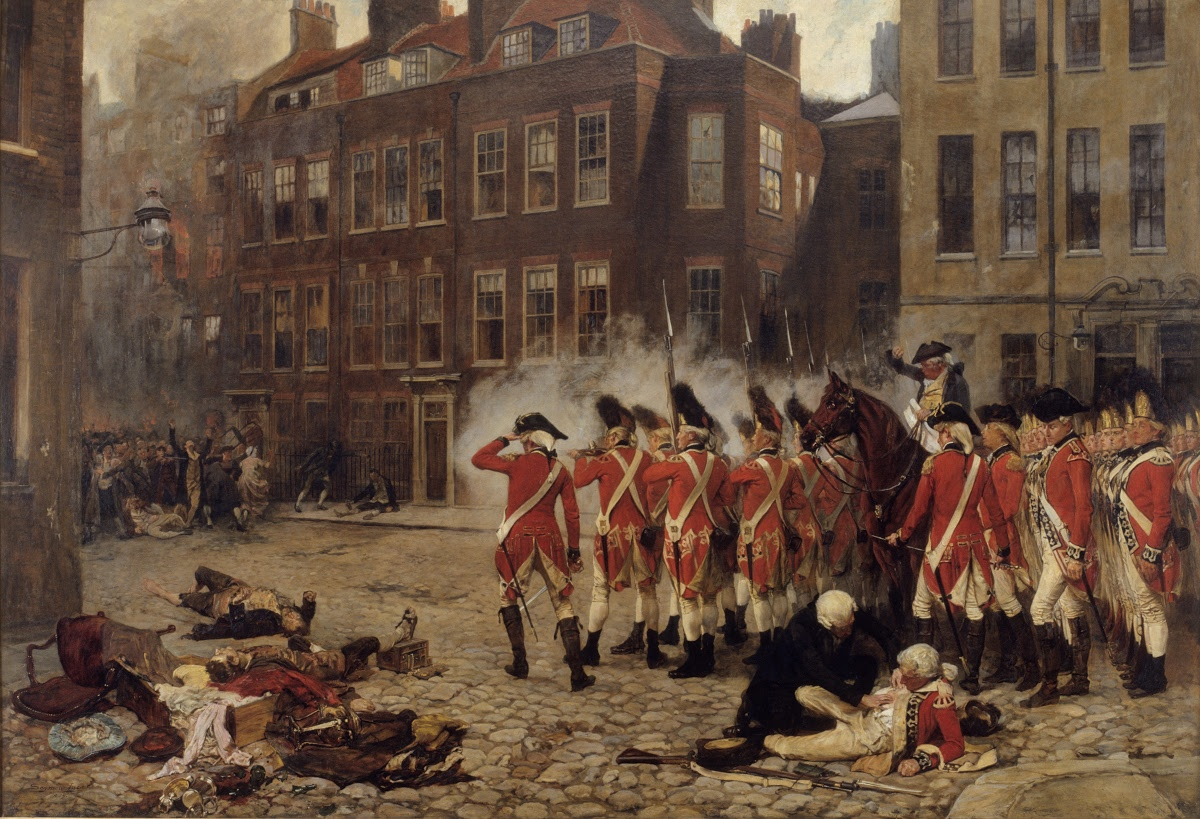
Бунт лорда Гордона. Картина Джона Сеймура Лукаса

Волпол також засуджував бунт лорда Гордона 1780 року, який спалахнув через закони, які знімали певні обмеження прав католиків, в обмін на присягу вірності з їхнього боку. Він писав Вільяму Мейсону: «Мені завжди, ви добре знаєте, не подобалось скасування папістських законів і я його засуджував, і залишаюсь непохитним у цьому переконанні; але я ненавиджу такий протестантизм, який дихає душею папства і починає реформацію спробою масового вбивства.»

### Останні роки

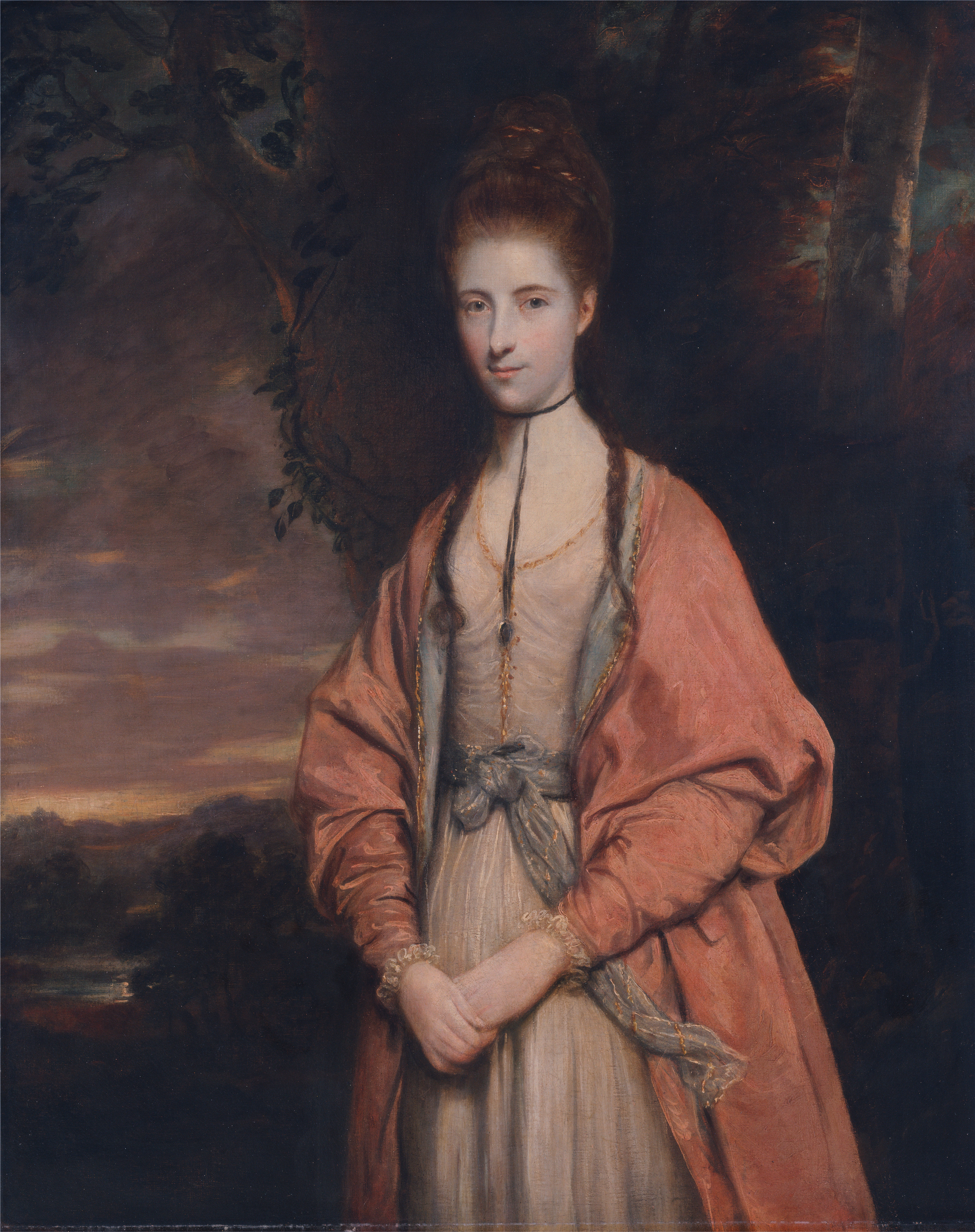
Енн Сеймур Деймер, портрет роботи Джошуа Рейнольдса, 1773 рік

У 1788 року по сусідству із Стробері-Гіллом оселилась сім'я Беррі, в якій було дві сестри — Мері та Аґнес. Мері було 25 років, а Аґнес була на рік молодшою. Волпол дуже прив'язався до сестер Беррі. Він написав для них «Спогади, написані в 1788 році на втіху міс Мері та міс Агнес Беррі» (англ. Reminiscences, Written in 1788, for the Amusement of Miss Mary and Miss Agnes Berry). Коли сестри Беррі з батьком мандрували Англією у 1789 році, він писав їм листи. Він дуже переживав за них, коли у 1790 році вони мандрували Європою, в той час, коли у Франції вирувала революція. Коли у 1791 році вони повернулись, він зітхнув із полегшенням і наполіг, щоб вони оселились у Стробері-Гіллі, надавши в їхнє розпорядження будинок, в якому раніше проживала його подруга Кітті Клайв. Протягом останніх років життя Волпола, сестри Беррі та Енн Сеймур Деймер були його основним колом спілкування. Відповідно до Ленґфорда, Мері Беррі приваблювала Енн Сеймур Деймер в сексуальному плані, але, Волпол, здається, цього не помічав.
Французька революція засмутила Волпола. Ще на її початку у листі Мері Беррі він висловлював побоювання, що заворушення у Парижі перетворяться на громадянську війну. Він захищав Людовика XVI, вказуючи на те, що той не провокував людей, не вдавався до тиранії і був схильний дозволити внесення змін до існуючого режиму. Волпол розумів необхідність змін, але не ціною кровопролиття: «Серед живих людей нема нікого відданішого свободі за мене; але кров — це жахлива ціна за неї! Мученик за свободу — найшляхетніший з персонажів; але пожертвувати життями інших, хоч і заради блага всіх, — це прояв героїзму, якого я б ніколи не посмів прагнути.» Водночас, у листі Генрі Сеймуру Конвею, він писав, що, якщо переможе король, то буде встановлено жорстку деспотію, і жоден французький монарх більше не скличе Генеральних штатів. У цьому ж листі він висловлює думку, подібну до тієї, що написав Мері Беррі: він обожнював свободу, але пожертвував би нею, щоб уникнути громадянської війни, яка є дуже дорогою ціною за свободу.
У листі поетесі та перекладачці Елізабет Картер Волпол висловлював свої сумніви, що французька революція призведе до встановлення доброго та постійного режиму. Він писав, що не міг уявити, що «така раптова і бурхлива революція» змінить не тільки принципи та дух нації, а й «усю систему їхніх законів і звичаїв». Страта Людовика XVI нажахала Волпола і у листі леді Оссорі він писав, що у його словнику не залишилось слів, якими б можна було виразити його почуття. Він називав революціонерів дикунами, варварами та монстрами, а французького короля, у листі письменниці Ганні Мор, — найкращим з людей. Пізніша страта Марії-Антуанетти також обурила Волпола, у листі Мері Беррі він називав це «найжахливішою з усіх трагедій».
У грудні 1791 року помер, не залишивши прямих законних спадкоємців, небіж Волпола Джордж, 3-ий граф Орфордський, і, таким чином, графський титул перейшов до Волпола, і він став 4-им графом Орфордським. Разом із титулом Волпол успадкував Гоутон-холл, де провів своє дитинство, і який на той час вже втратив свій блиск і був обтяжений боргами. Набувши графського титулу, Волпол також став пером Великої Британії, що давало йому право засідати в Палаті лордів, але він ніколи цього не робив. У 1790-х продовжували помирати близькі друзі Волпола: у 1791 — Джордж Селвін, у 1794 році — Генрі Пелем Клінтон, у 1795 році — Генрі Сеймур Конвей.
Переживши майже ціле покоління своїх родичів та друзів, Волпол помер 2 березня 1797 року в своєму будинку в Лондоні.

## Спадщина
Оскільки Волпол не залишив прямих законних нащадків, а також пережив єдиного закононародженого небожа, Гоутон-холл був успадкований по жіночій лінії: його отримали представники родини Чамлі, які були родичами Волполу через його сестру Мері, яка вийшла заміж за графа Джорджа Чамлі. Гоутон-хол і досі знаходиться у власності родини Чамлі.
Стробері-Гілл перейшов родині Волдґрейв через небогу Волпола Марію Волпол, яка за першим шлюбом мала титул графині Волдґрейв, а також мала дітей від графа Волдґрейва, а вийшовши заміж за принца Вільяма Генрі, стала герцогинею Глостерською. Спочатку Волпол залишив Стробері-Гілл у довічне володіння Енн Сеймур Деймер, однак та вирішила, що для неї було занадто дорого його утримувати, і у 1811 році вона уступила право довічного володіння представникам родини Волдґрейв.
Сестрам Беррі Волпол залишив у довічне користування (від якого вони відмовилися через кілька років) у Стробері-Гіллі невеликий будинок, в якому вони проживали протягом останніх років його життя, і по 4000 фунтів стерлінгів кожній. Він проінструктував Мері Беррі щодо творів, які б він хотів, щоб були опубліковані після його смерті. Мері виконала бажання Волпола, і у 1798 році з його колекції були опубліковані листи, які стали частиною п'ятитомного видання його робіт під редакцією Мері. У наступні десятиліття публікувались інші серії листів, починаючи з листів Марі дю Деффан Волполу у 1810 році. Щодо листів Волпола до Мадам дю Деффан Льюїс зазначає, що він попросив її повернути йому її листи, а Мері Беррі проінструктував використати їх, щоб зробити виноски до посмертного видання листів дю Деффан, а потім знищити листи Волпола до Дюффан. Відповідно до Льюїса, зберіглися лише сім листів від Волпола до дю Деффан.
У 1810 році Джон Волдґрейв, 6-ий граф Волдґрейв, знайшов рукописи з мемуарами Волпола. Мемуари, що стосувались останніх десяти років правління Георга ІІ, були опубліковані майже повністю. Редагування мемуарів пізнішого періоду було доручено Денісу Лемаршану, вони були опубліковані як «Спогади про правління короля Георга III» у 1845 році. Останні щоденники Волпола були відредаговані Олбаном Дораном і опубліковані в 1859 році.

## Літературна діяльність

### Ранні роботи
Вже до 1757 року Волпол написав два-три десятки особистих есе і декілька політичних памфлетів. Згідно з традицією 18 століття, ці роботи публікувались анонімно. Він також писав вірші. У 1742 році він склав «Проповідь про живопис» (англ. Sermon on Painting), яку читав капелан його батька. У 1757 році Волпол встановив у Стробері-Гіллі друкувальний верстат. На цьому верстаті друкувались лише книги його друзів та раніше неопубліковані тексти з антикварних рукописів. Зокрема, у Стробері-Гіллі друкувались роботи Томаса Ґрея та Ганни Мор. У 1758 році на друкарському верстаті Волпола була надрукована книга лорда Чарльза Вітворта, який був британським послом у Російській Імперії, «Розповідь про Росію, якою вона була в 1710 році» (англ. An account of Russia as it was in the year 1710). У 1764 році у Стробері-Гіллі були надруковані мемуари історика та релігійного філософа Едварда Герберта, 1-ого барона Герберта Черберійського з передмовою Волпола.

### Каталоги
У 1743 році Волпол склав «Aedes Walpolianae, або Опис колекції картин у Гоутон-холлі в Норфолку, резиденції високоповажного сера Роберта Волпола, графа Орфордського», в якій описав вражаючу колекцію картин ван Дейка, Рубенса, Тіціана, Рембрандта, Мурільйо, Веронезе, Гольбайна, Веласкеса, Рафаеля, Мікеланджело та Леонардо да Вінчі, яка містилась в Гоутон-холлі. Ленґфорд називає цю роботу «ретельно складеним каталогом, який супроводжується деякими екстравагантними і часто зневажливими судженнями». Відповідно до Льюїса цей каталог став першою книгою, написаною англійцем про англійську приватну колекцію картин. У передмові до каталогу Волпол написав, що знання про картини «можна надбати лише з самих картин» і що книжки про мистецтво «тільки заплутали його. Жодна наука, — казав він, — не містить стільки професійної мови, як живопис… марнославство професорів і упереджена таємничість торговців картинами призвели до виникнення нової мови». Каталог був надрукований у приватній друкарні у 1747 році, а у 1752 — перевиданий у новій редакції.
У 1758 році в Стробері-Гіллі був надрукований складений Волполом «Каталог королівських і знатних авторів Англії, Шотландії та Ірландії, розширений і продовжений до теперішнього часу». Раніше подібні каталоги були поширені в Голландії та Німеччині. Волпол сподівався, що «Каталог» зацікавить знатні родини, що походили від авторів, зазначених у каталозі. «Каталог» зробив Волпола відомим письменником та літературознавцем, і видавався до 19 століття. Водночас, «Каталог» викликав чимале обурення серед політиків-торі та якобітів через те, що в ньому містились зневажливі натяки на Стюартів та Папу Римського. Видання Critical Review та Gentleman's Magazine дуже грубо відгукувались про «Каталог».
Крім того, у 1758 році Волпол вже працював над «Анекдотами живопису в Англії» — збіркою опису картин, що містились у приватних англійських колекціях. Ця робота базувалась на каталогах, складених англійським гравером Джорджем Вертью. Перші два томи були видані у 1762 році, а третій — у 1764. «Анекдоти» зазнали миттєвого успіху. Англійський історик та політик Едвард Ґіббон відзначав «детальну цікавість та гостроту» цієї роботи. Незнайомі люди писали Волполу з вдячністю та добровільно пропонували доповнення та виправлення для наступного видання. Сам Волпол пізніше називав «Анекдоти» «єдиною корисною річчю», яку він «будь-коли публікував».

### «Замок Отранто» та інші художні твори
У 1764 році був опублікований роман Волпола «Замок Отранто», який вважається першим готичним романом. Дія роману відбувається у середньовіччі у південній Італії. У романі фігурують замки, склепи, привиди та статуї, які оживають, а також появи та зникнення, раптова насильницька смерть та інші атрибути літератури жахів. Роман був анонімно надрукований у Лондоні та, у першому виданні, був виданий за переклад з італійської твору певного Онуфріо Муральто. Роман мав великий успіх, і вже через шість місяців він був виданий вдруге із визнанням авторства Волпола. Загалом, у 18 столітті роман видавався 21 раз, включаючи видання в Дубліні, Парижі, Амстердамі, Пармі та Берліні. Вальтер Скот назвав «Замок» визначною роботою не лише тому, що він розповідав «шалено цікаву історію», а й тому, що був «першою сучасною спробою побудувати розважальне оповідання на основі давніх лицарських романів.»
У 1768 році у Стробері-Гіллі була видана в обмеженій кількості драма в білих віршах про інцест «Таємнича мати: трагедія». Волпол роздав лише кілька копій драми, і цю невелику кількість копій переписували та передавала з рук в руки. Зрештою, через 13 років, оскільки інтерес публіки до драми не вщухав, Волпол дозволив видати її в Лондоні. У 1800 році «Таємничу мати» було видано 4 рази, і після цього драма не перевидавалась до 1924 року. Відомий англійський поет лорд Байрон високо оцінив драму, назвавши її «трагедією найвищого порядку». Водночас англійський поет та літературний критик Семюел Колрідж назвав цю роботу «найогиднішим, бридким та мерзенним твором, будь-коли написаним людиною».
У 1772 році Волпол написав свої «Ієрогліфічні оповідання», націлені в основному на читачів-дітей, і пізніше опубліковані в 1785 році. Він написав ці оповідання для Кароліни Кемпбелл, небоги леді Ейлсбері, дружини Генрі Сеймура Конвея. Біограф Волпола Кеттон-Кремер відзначає «божевільний» та «нелогічний» виклад оповідань, а Льюїс знаходить їх «занадто екстравагантними».

### «Історичні сумніви щодо Річарда ІІІ»
Впродовж 1767 року Волпол працював над роботою, яка у 1768 році була видана під назвою «Історичні сумніви щодо життя та правління короля Річарда Третього». Волпол був переконаний, що англійського короля Річарда ІІІ несправедливо оббрехали історики, звинувативши у вбивстві племінників — принців у Тауері. На таку думку Волпола наштовхнув рукопис про коронацію Річарда, з якого, як вважав Волпол, випливало, що один із принців, Едуард V, йшов у складі коронаційної процесії, а, отже, не був убитий. Він також заявляв, що молодший із принців, Річард Шрюсбері, був страчений як самозванець-претендент на престол Перкін Ворбек вже під час правління Генріха VII, а отже його вбивство не можна приписувати Річарду ІІІ. Крім того, у цій роботі Волпол стверджував, що Річард був невинуватий у вбивстві короля Генріха VІ та його сина принца Едварда, а також у вбивстві свого брата герцога Кларенського та своєї дружини Анни Невіл. Волпол вважав, що тюдорська пропаганда, а також праці Шекспіра, закріпили за Річардом образ тирана та узурпатора.
Книга спричинила фурор. Хоча деяким аргументи Волпола здались переконливими, книгу жорстко критикували у таких виданнях, як Critical Review та London Chronicle. Історик Едвард Ґіббон та філософ Дейвід Г'юм скептично поставились до цієї праці. Книгу також критикував президент Товариства антикварів.
У британських серіалах «Біла королева» та «Біла принцеса», знятих за мотивами романів Філіппи Ґреґорі, історичні події частково показані за версією, висунутою Волполом: Річард Шрюсбері врятувався, а потім Перкін Ворбек (який, на думку королеви Єлизавети Вудвіл, був Річардом Шрюсбері, її сином) був страчений як самозванець-претендент на престол під час правління Генріха VII.

### Внесок в англійську мову
Волпол ввів в англійську мову поняття сериндипності — вдалої знахідкі у процесі пошуку чогось іншого. Він вжив це поняття у листі Горасу Ману від 28 січня 1754 року. Волпол повідомляв Ману про те, що випадково знайшов 2 герби родини Капелло, з якої походила Біанка Капелло, герцогиня Тосканська, портрет якої він придбав. Зокрема, Волпол написав: «Справді, ця знахідка майже те, що я називаю сериндипністю, дуже виразним словом, яке, оскільки я не можу висловитись краще, я спробую вам пояснити: ви краще зрозумієте його через походження, ніж через визначення. Одного разу я читав безглузду казку під назвою „Три принци Серендіпа“; подорожуючи, їхні високості завжди дізнавались, завдяки випадковості й мудрості, про те, того, чого вони не шукали: наприклад, один із них виявив, що мул, сліпий на праве око, останнім часом мандрував тією самою дорогою, тому що трава була з'їдена тільки з лівого боку, де вона була гіршою, ніж з правого — тепер ти розумієш Сериндипність?»
Волполу також приписують створення біля 200 слів, що містяться в Оксфордському словнику, але більшість з цих слів майже невідомі, наприклад, кулеманія (англ. balloonomania).

## Праці Волпола

### Нехудожня література
- «Aedes Walpolianae, або Опис колекції картин у Гоутон-холлі в Норфолку, резиденції високоповажного сера Роберта Волпола, графа Орфордського» (англ. Aedes Walpolianae, or A Description of the Collection of Pictures at Houghton Hall in Norfolk, the Seat of the Right Honourable Sir Robert Walpole, Earl of Orford), 1752 (2-е видання)
- «Лист Ксо Хо, китайського філософа з Лондона, до його друга Лянь Чі, у Пекіні» (англ. A Letter from Xo Ho, a Chinese Philosopher at London, at his Friend Lien Chi, at Peking), 1757 р.
- «Каталог королівських і знатних авторів Англії, Шотландії та Ірландії, розширений і продовжений до теперішнього часу» (англ. A Catalogue of the Royal and Noble Authors of England, Scotland, and Ireland, enlarged and continued to the present time), 1758 — у співавторстві з Томасом Парком.
- «Анекдоти живопису в Англії» (англ. Anecdotes of painting in England), 1762–71рр.
- «Каталог граверів, які народилися або проживали в Англії» (англ. A catalogue of engravers, who have been born, or resided in England), 1763 р.
- «Розповідь про нещодавно виявлених велетнів» (англ. Account of the Giants Lately Discovered), 1766 р.
- «Історичні сумніви щодо життя та правління короля Річарда Третього» (англ. Historic Doubts on the Life and Reign of King Richard the Third), 1768 р.
- «Есе про сучасне садівництво» (англ. Essay on modern gardening), 1780 р.
- «Опис вілли містера Гораса Волпола, молодшого сина сера Роберта Волпола, графа Орфордського, у Стробері-Гіллі, поблизу Твікенема, Міддлсекс, з описом меблів, картин, цікавинок тощо» (англ. A Description of the Villa of Mr. Horace Walpole, Youngest Son of Sir Robert Walpole, Earl of Orford, at Strawberry Hill, near Twickenham, Middlesex, with an Inventory of the Furniture, Pictures, Curiosities, &c), 1784 р.

#### Видані посмертно
- «Спогади про останні десять років правління короля Георга Другого» (англ. Memoirs of the Last Ten Years of the Reign of King George the Second), 1822 р. за редакцією Генрі Річарда Вассал-Фокса у 3-х томах (т.1, т.2, т.3)
- «Спогади про правління короля Георга III» (англ. Memoirs of the Reign of King George III), 1845 р. за редакцією Деніса Лемаршанта у 4-х томах (т.1, т.2, т.3, т.4)
- «Листи Гораса Волпола, графа Орфордського» (англ. Letters of Horace Walpole, Earl of Orford), 1903—1925 рр. за редакцією Пейджета Тойнбі у 16 томах

### Художня література
- «Замок Отранто» (англ. The Castle of Otranto), 1764
- «Таємнича мати: трагедія» (англ. The Mysterious Mother: A Tragedy), 1768
- «Ієрогліфічні оповідання» (англ. Hieroglyphic Tales), 1785

## Особисте життя
Волпол ніколи не був одружений та не мав дітей.
У молоді роки, до гран-туру, у Волпола були ніжні почуття до кузини Енн Конвей, сестри Френсіса Сеймура Конвея та Генрі Сеймура Конвея. Під час гран-туру у Флоренції Волпол захопився Елізабетою Каппоні, маркізою Ґріфоні. Ленґфорд пише, що, якщо у Волпола і були інтимні стосунки з якоюсь жінкою, то це була маркіза Ґріфоні. Льюїс також вважає, що з кореспонденції між Волполом та Горасом Маном можна зробити висновок, що у Флоренції маркіза Ґріфоні була коханкою Волпола. Волпол тримав портрет маркізи Ґріфоні у біля свого ліжка до своєї смерті.
Один із біографів Волпола, Тімоті Моул, вважав, що у молоді роки Волпол мав інтимні стосунки з Генрі Пелемом Клінтоном, лордом Лінкольном, який також був у гран-турі, в той самий час, що і Волпол. Моул, навіть робить припущення, що метою гран-туру молодих людей було побути разом. Ленґфорд скептично ставиться до такого припущення: він вважає, що для цього знадобилося б введення в оману не тільки з боку Волпола, а і з боку лорда Лінкольна та його тьютора, історика та літературознавця Джозефа Спенса. Він також вказує на те, що Волпол не завжди затримувався там, де перебував лорд Лінкольн, наприклад, у Турині в 1740 році, і називає лорда Лінкольна «дуже гетеросексуальним молодим чоловіком.»
Льюїс також скептично ставиться до спекуляцій щодо гомосексуальності Волпола. Він пише, що, хоча з кореспонденції з Генрі Пелемом Клінтоном та Генрі Сеймуром Конвеєм сучасному читачеві може здатись, що Волпол мав інтимні ніжні почуття до цих чоловіків, насправді, чоловіки 18-ого сторіччя часто висловлювались і поводили себе так, як сьогодні вважається «не по-чоловічому»: при зустрічі близькі друзі цілували один одного в обидві щоки, і чоловіки дозволяли собі плакати частіше, ніж сучасні чоловіки.
Гаґерті зазначає, що, в той час, як одні біографи Волпола (Моул) зображають його епатажним гомосексуалом, інші (Льїюс, Фортгіл та Кеттон-Кремер) — роблять його асексуальним «холостяком». Гаґерті пише, що, можливо всі екстравагантні прояви особистості Волпола, включаючи жіночність, яку йому приписують, «можуть допомогти нам побачити чоловіка, який не відповідає жодній із ідентичностей, які хотіли б створити для нього його біографи.»

## Вшанування пам'яті
У 1911 році було створено «Волполівське товариство» (англ. Walpole Society), назване на честь Волпола. Товариство просуває вивчення історії британського мистецтва.

## У популярній культурі
У британському телесеріалі 1999 року «Аристократи» (англ. Aristocrats) Волпола зіграв актор Імон Роен. В американському документальному серіалі 1997 року «Свобода! Американська революція» (англ. Liberty! The American Revolution) Волпола зіграв англійський актор Пакстон Вайтхед.